# Console Nintendo

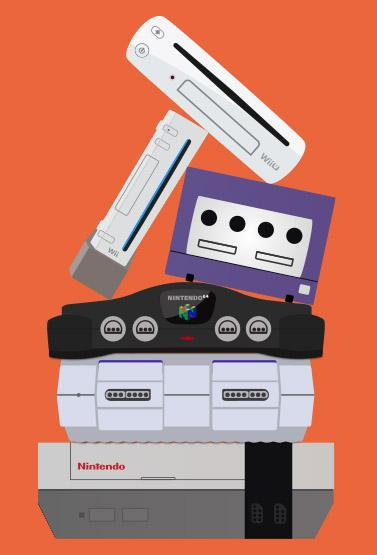
Le console casalinghe in confronto di dimensioni

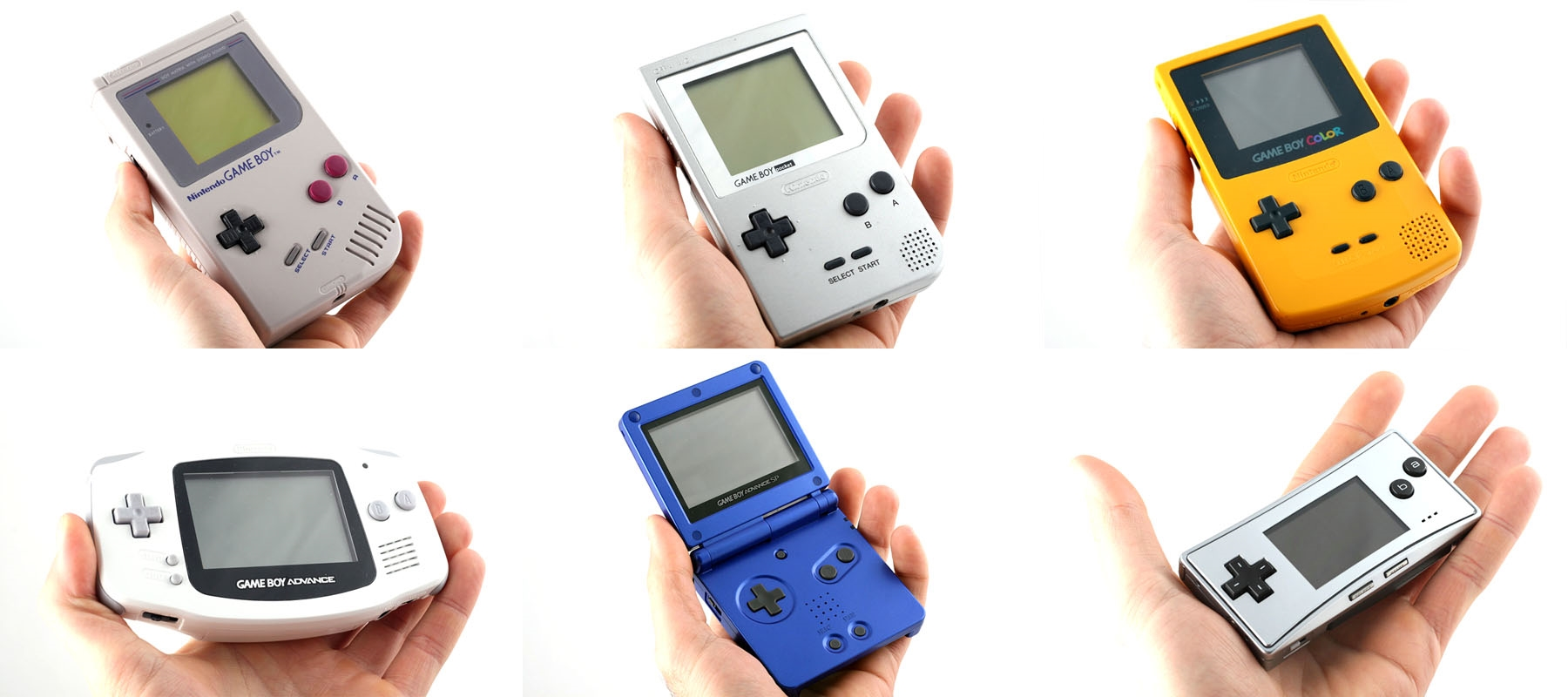
La serie Game Boy

Dal 1980, l'azienda giapponese Nintendo è specializzata nella produzione di console per videogiochi, sia casalinghe che portatili, raggiungendo una cifra di oltre 700 milioni di unità vendute a livello globale. 

## Console domestiche

### Color TV Game

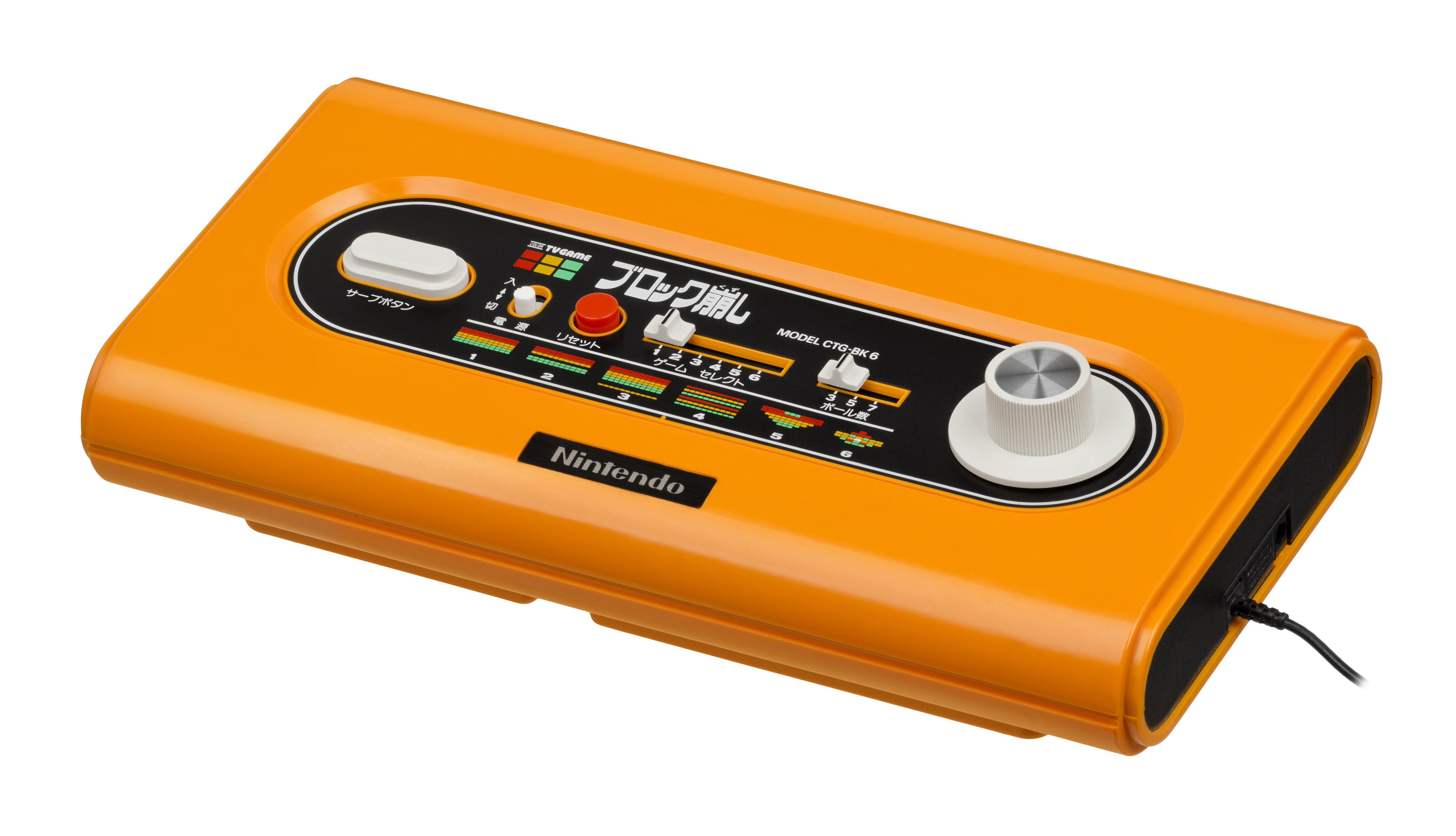
Color TV Game

Il Color TV Game (カラー テレビゲーム?, Karā Terebi Gēmu) è la prima console sviluppata da Nintendo e distribuita in Giappone a partire dal 1977. La console appartiene alla prima generazione e ha venduto oltre 3 milioni di unità.

### Nintendo Entertainment System

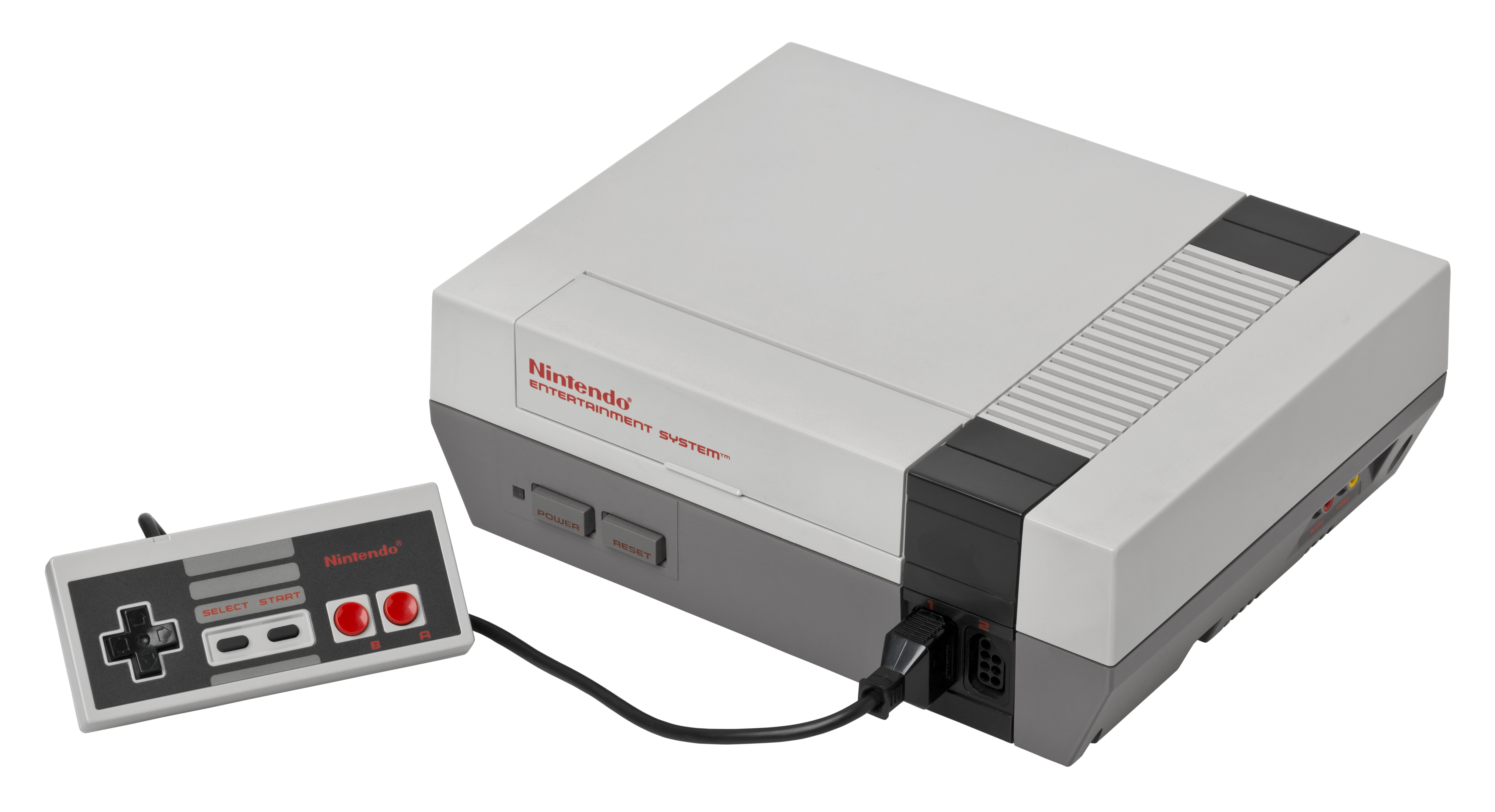
Nintendo Entertainment System

Il Nintendo Entertainment System, conosciuto in Giappone con il nome di Family Computer (ファミリーコンピュータ?, Famirī Konpyūta), è una console sviluppata da Nintendo e distribuita a partire dal 1983. La console appartiene alla terza generazione, ha venduto 61,91 milioni di unità ed è considerata una delle console più importanti della storia. Nel 2009 il sito IGN l'ha definita la migliore console videoludica di tutti i tempi.

### Super Nintendo Entertainment System

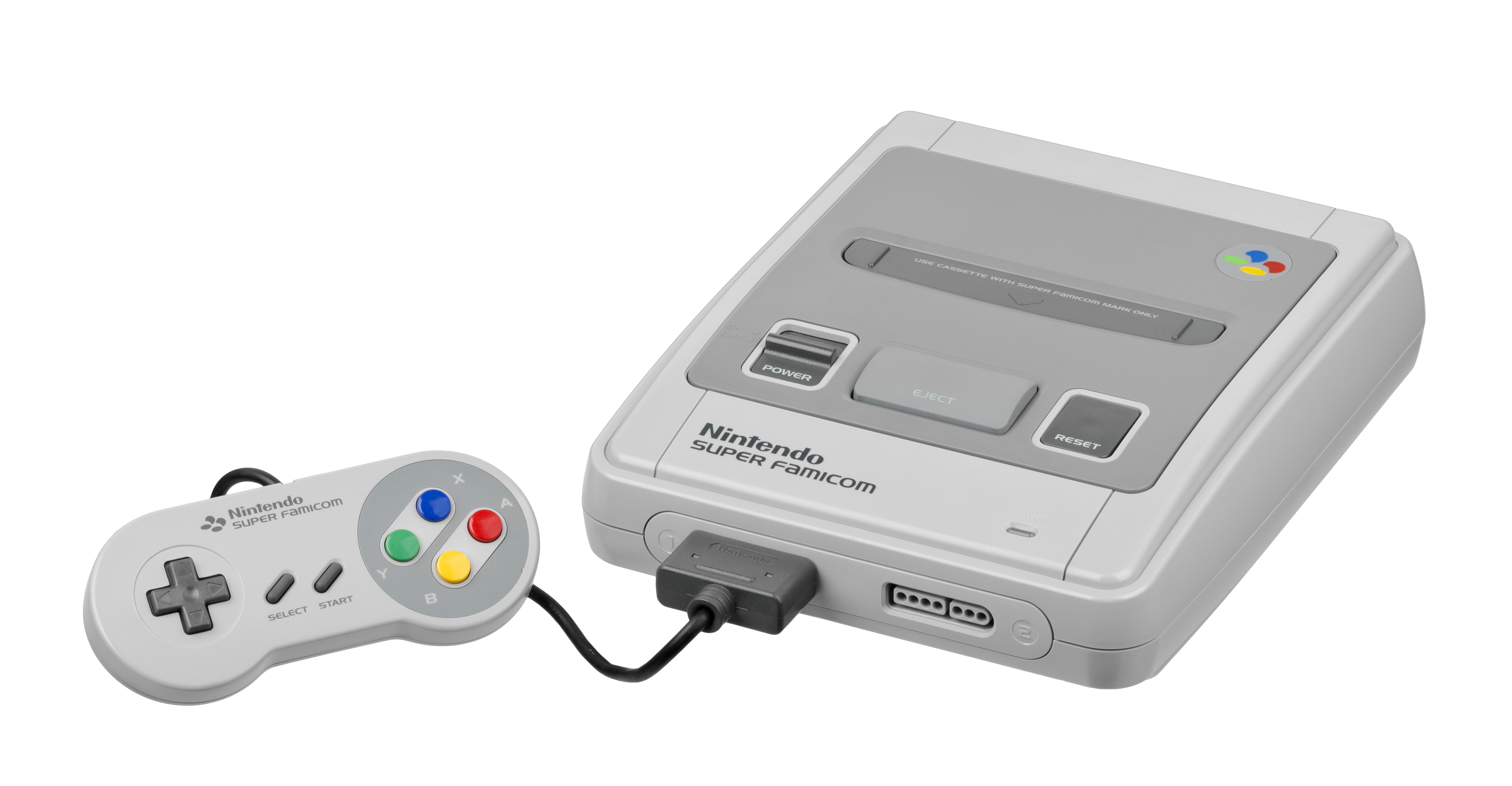
Super Nintendo Entertainment System

Il Super Nintendo Entertainment System, conosciuto in Giappone con il nome Super Famicom (スーパーファミコン?, Sūpā Famikon), è una console sviluppata da Nintendo e distribuita a partire dal 1990. La console appartiene alla quarta generazione e ha venduto 49,10 milioni di unità.

### Nintendo 64

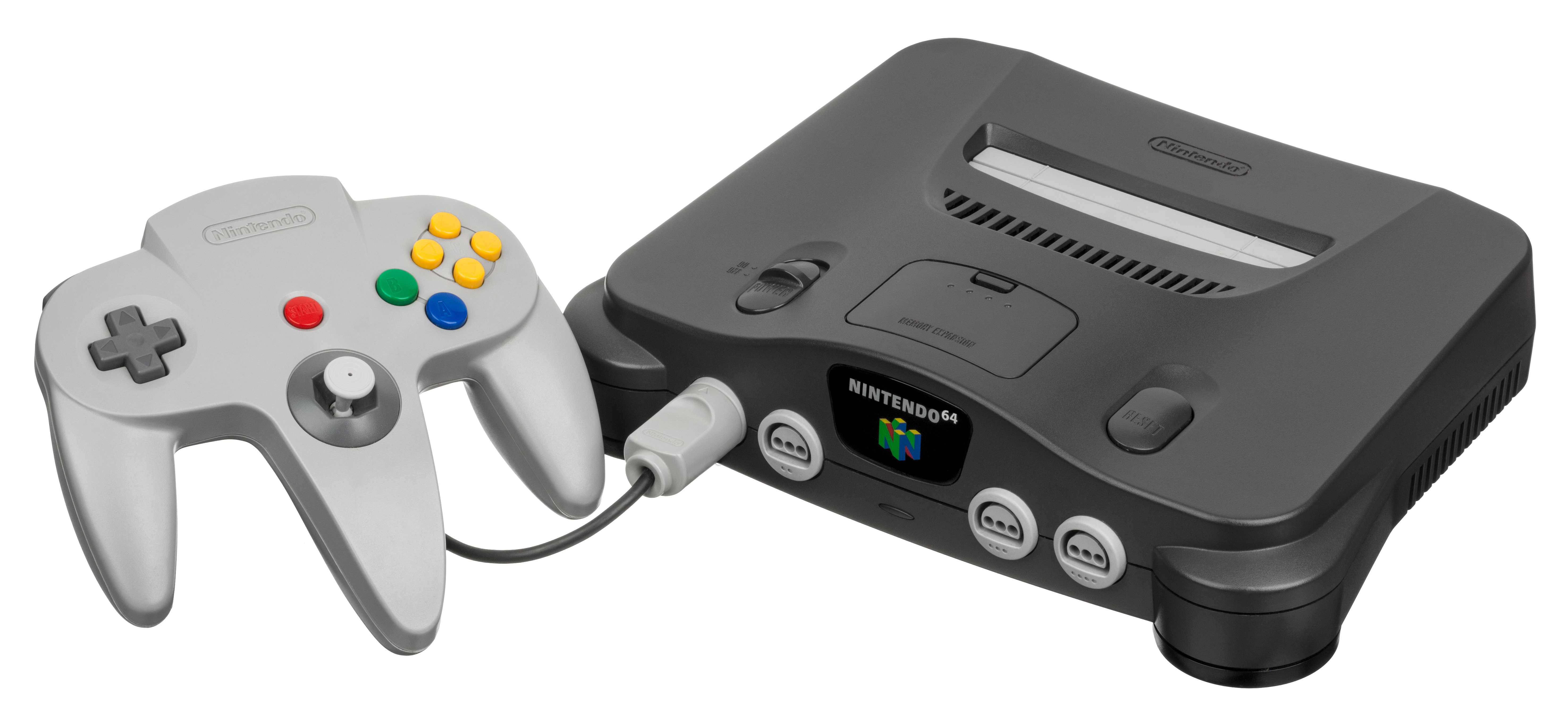
Nintendo 64

Il Nintendo 64 è una console sviluppata da Nintendo e distribuita a partire dal 1996. La console appartiene alla quinta generazione e ha venduto 32,93 milioni di unità.

### GameCube

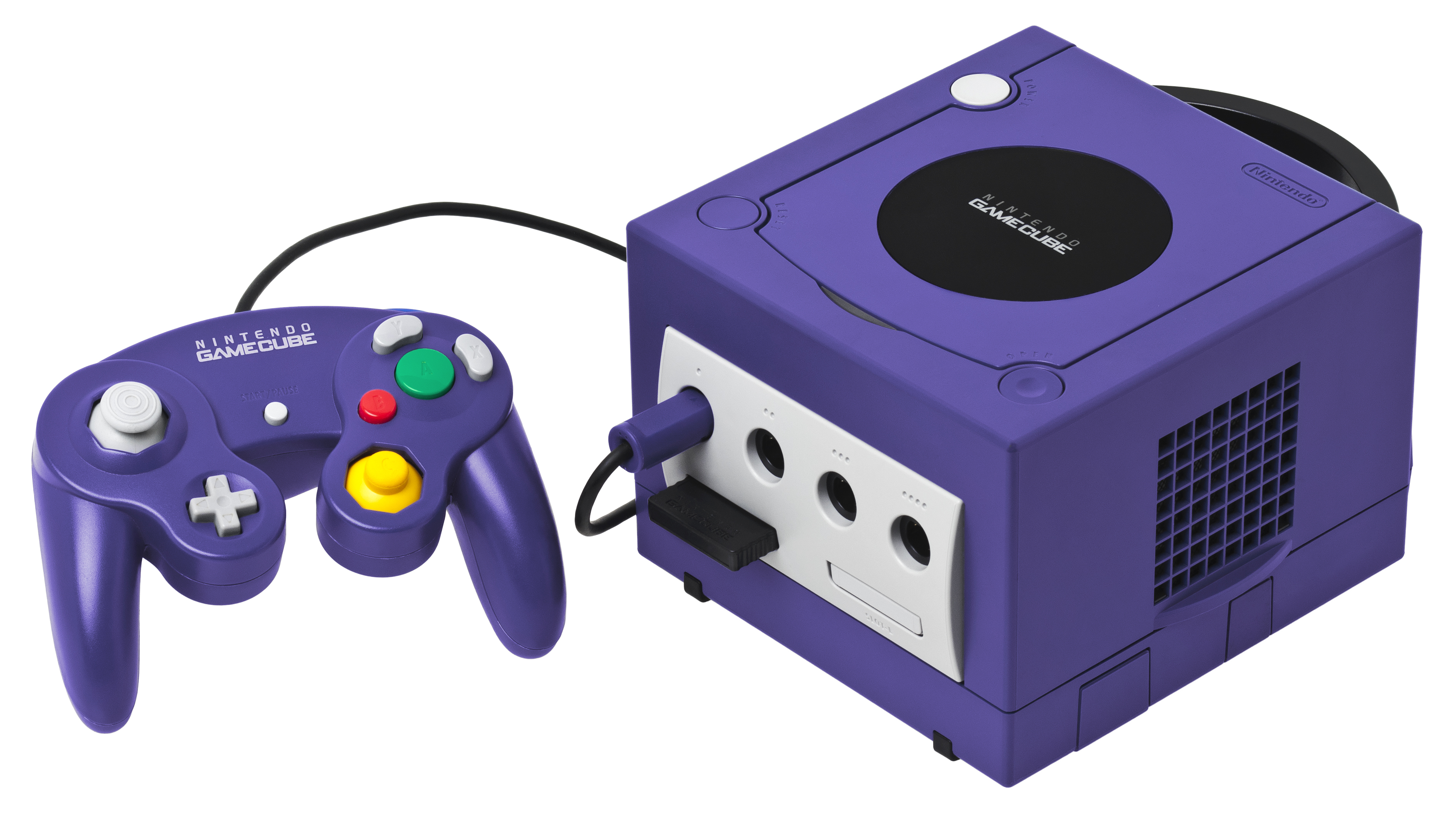
GameCube

Il Nintendo GameCube (ニンテンドー ゲームキューブ?, Nintendō Gēmukyūbu) è una console sviluppata da Nintendo e distribuita a partire dal 2001. La console appartiene alla sesta generazione e ha venduto 21,74 milioni di unità.

### Wii

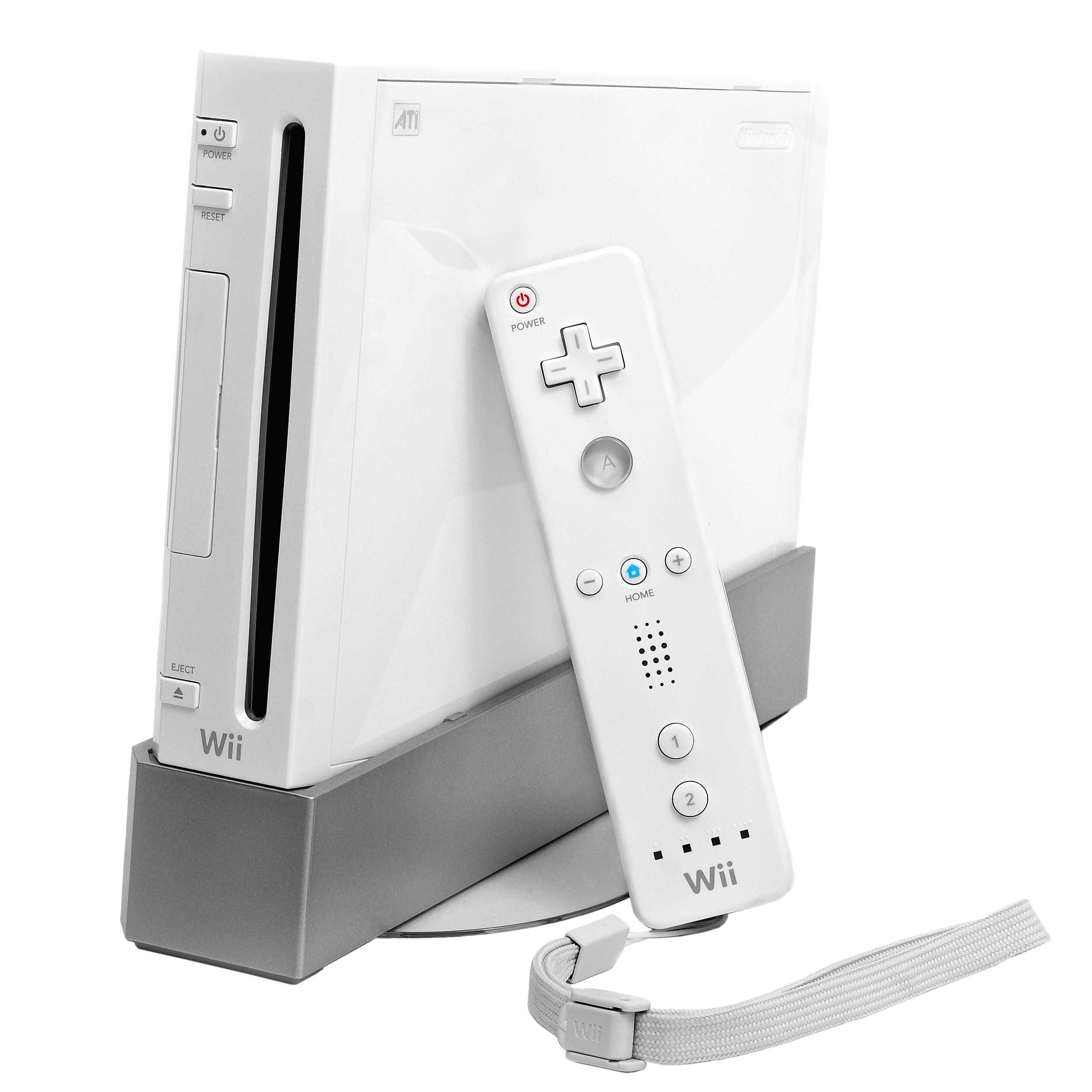
Wii

Il Wii (ウィー?, Wī) è una console sviluppata da Nintendo e distribuita a partire dal 2006. La console appartiene alla settima generazione e ha venduto 101,63 milioni di unità.

### Wii U

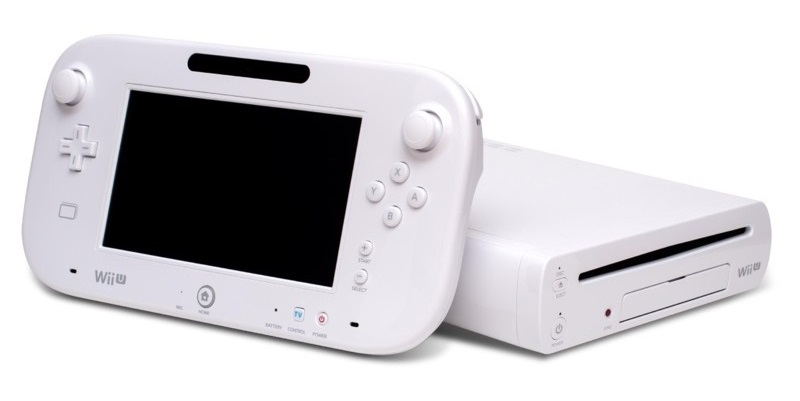
Wii U

Il Wii U (ウィー・ユー?, Wī Yū) è una console sviluppata da Nintendo e distribuita a partire dal 2012. La console appartiene all'ottava generazione e ha venduto 13,56 milioni di unità.

## Console portatili

### Game & Watch

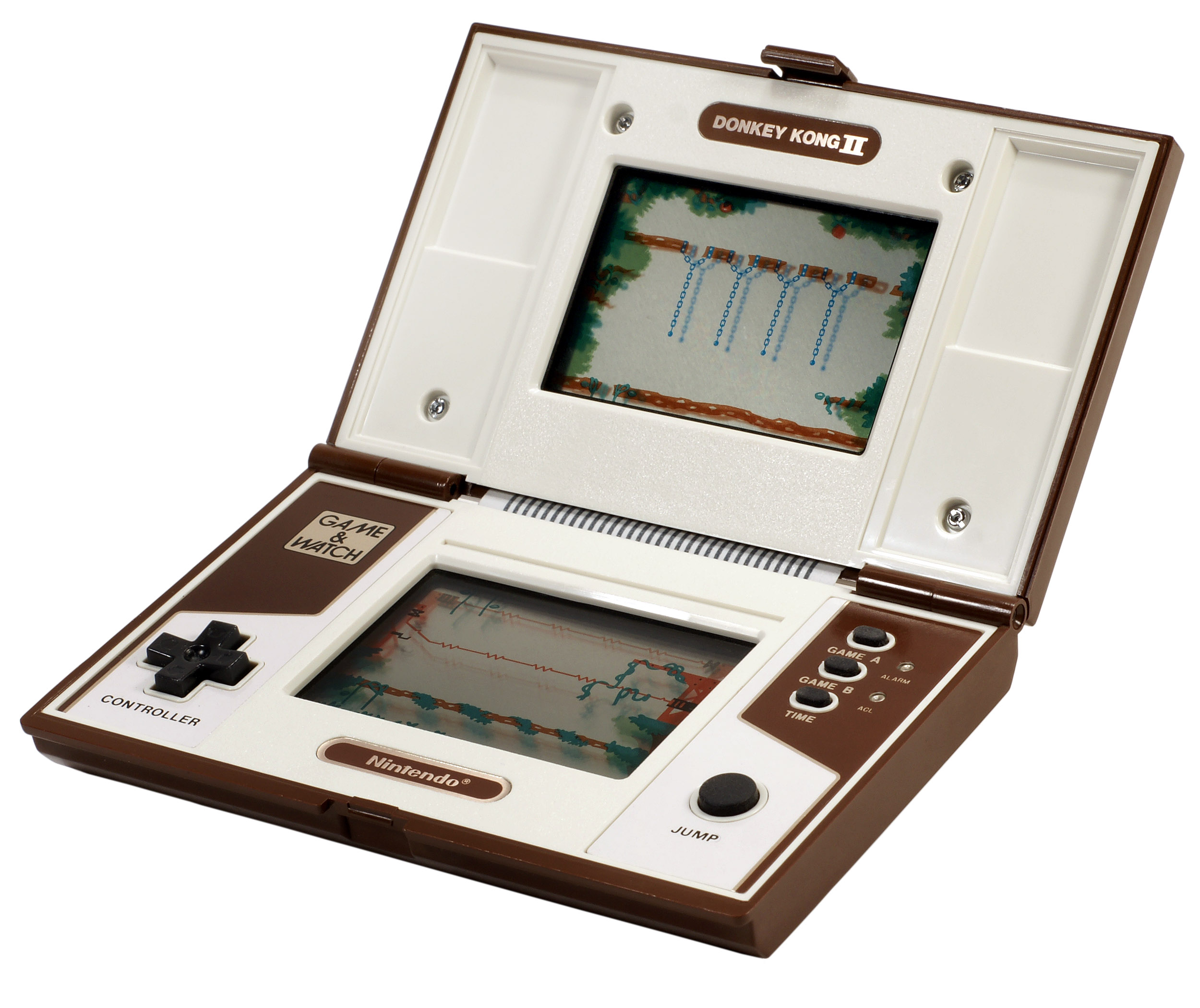
Game & Watch nella versione di Donkey Kong II

I Game & Watch (ゲーム&ウオッチ?, Gēmu & Uotchi) sono una serie di giochi elettronici portatili, ideati da Gunpei Yokoi e prodotti da Nintendo tra il 1980 e il 1991. Appartengono alla seconda generazione e hanno venduto 43,4 milioni di unità.

### Game Boy

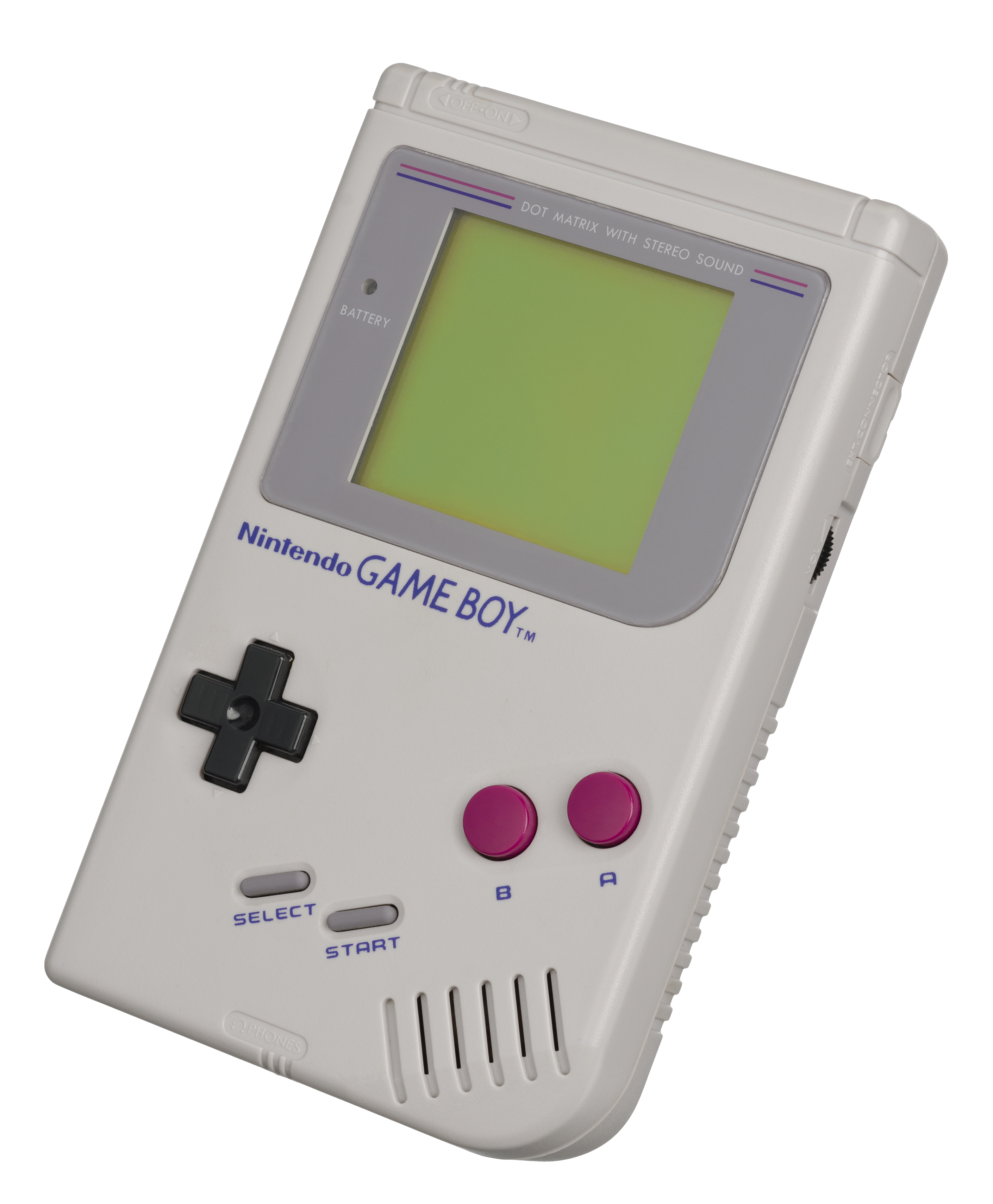
Game Boy

Il Game Boy (ゲームボーイ?, Gēmu Bōi) è la prima console portatile sviluppata da Nintendo e distribuita a partire dal 1989. La console appartiene alla quarta generazione e ha venduto 118,69 milioni di unità.

#### Game Boy Pocket

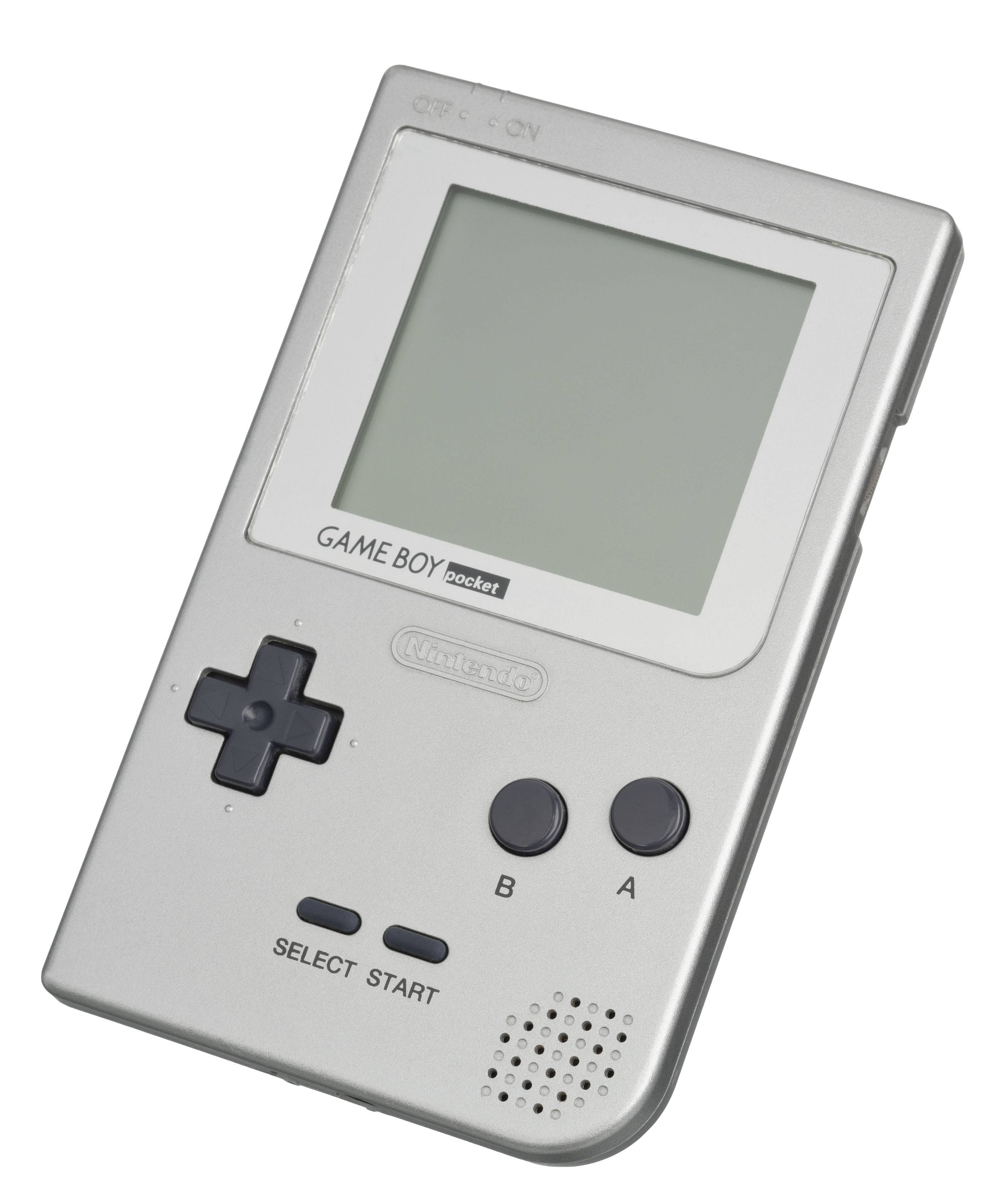
Game Boy Pocket

Il Game Boy Pocket (ゲームボーイポケット?, Gēmu Bōi Poketto) è una console portatile sviluppata da Nintendo e distribuita a partire dal 1996. La console è la versione rimodellata e leggermente migliorata dell'originale Game Boy, proprio per questo ne condivide la generazione.

#### Game Boy Light
Il Game Boy Light (ゲームボーイライト?, Gēmu Bōi Raito) è una console portatile sviluppata da Nintendo e distribuita nel 1998 solo in Giappone. La console è leggermente più grande dell'originale Game Boy Pocket e dispone di una retroilluminazione elettroluminescente per condizioni di scarsa illuminazione.

### Game Boy Color

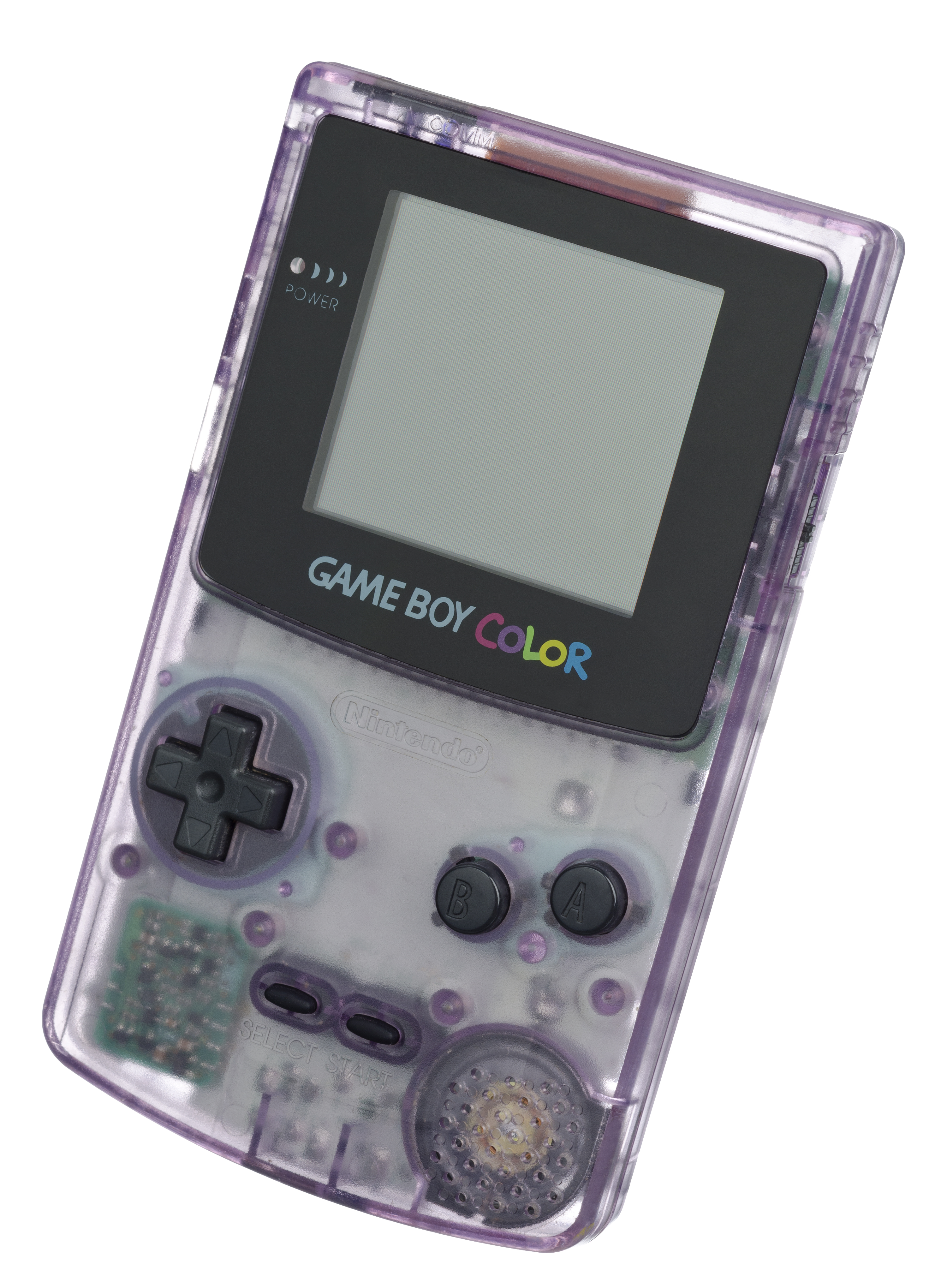
Game Boy Color

Il Game Boy Color (ゲームボーイカラー?, Gēmu Bōi Karā) è una console portatile sviluppata da Nintendo e distribuita a partire dal 1998. La console appartiene alla quinta generazione e ha venduto 49 milioni di unità.

### Game Boy Advance

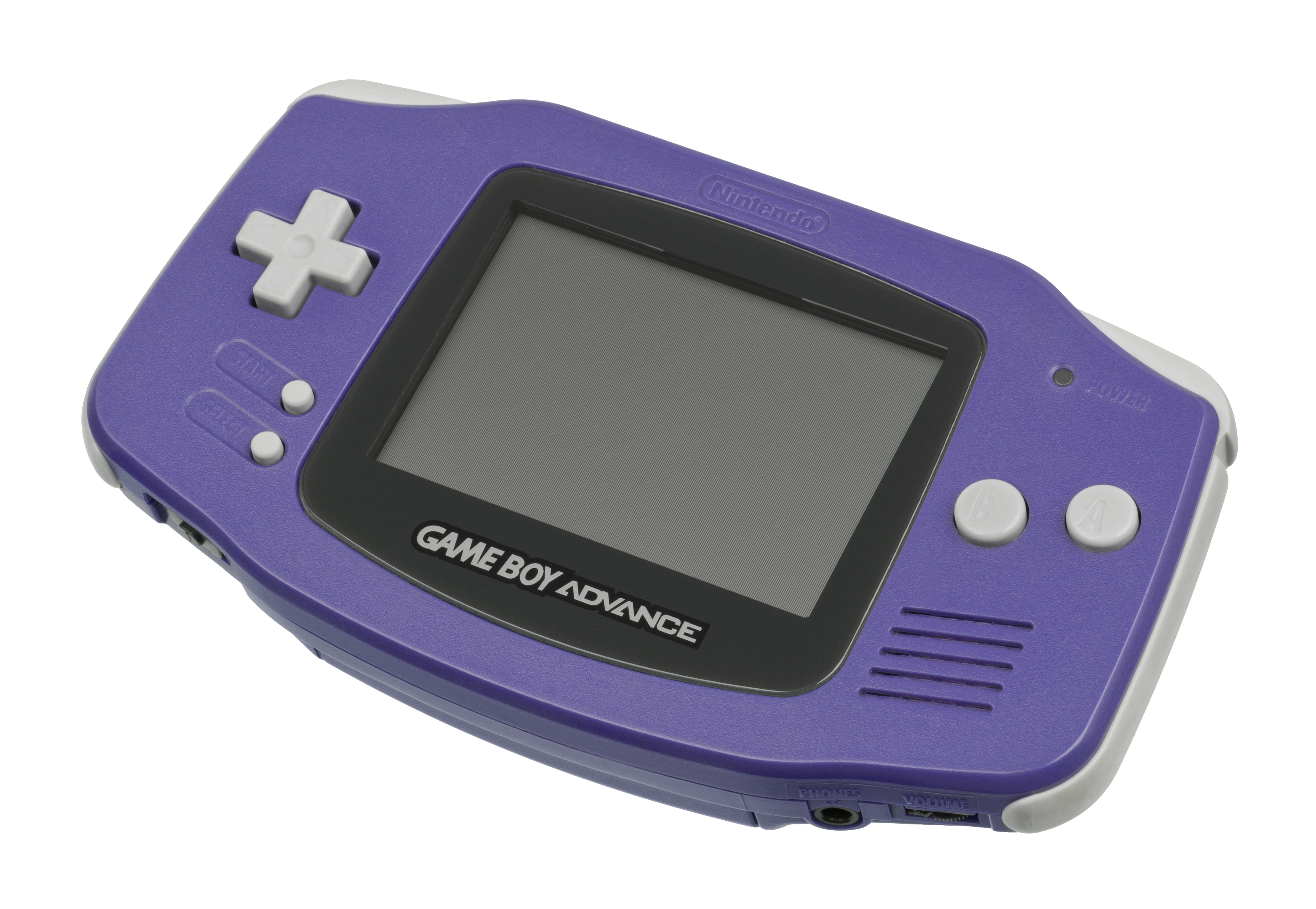
Game Boy Advance

Il Game Boy Advance (ゲームボーイアドバンス?, Gēmu Bōi Adobansu) è una console portatile sviluppata da Nintendo e distribuita a partire dal 2001. La console appartiene alla sesta generazione e ha venduto 81,51 milioni di unità (Advance SP e Micro compresi).

#### Game Boy Advance SP

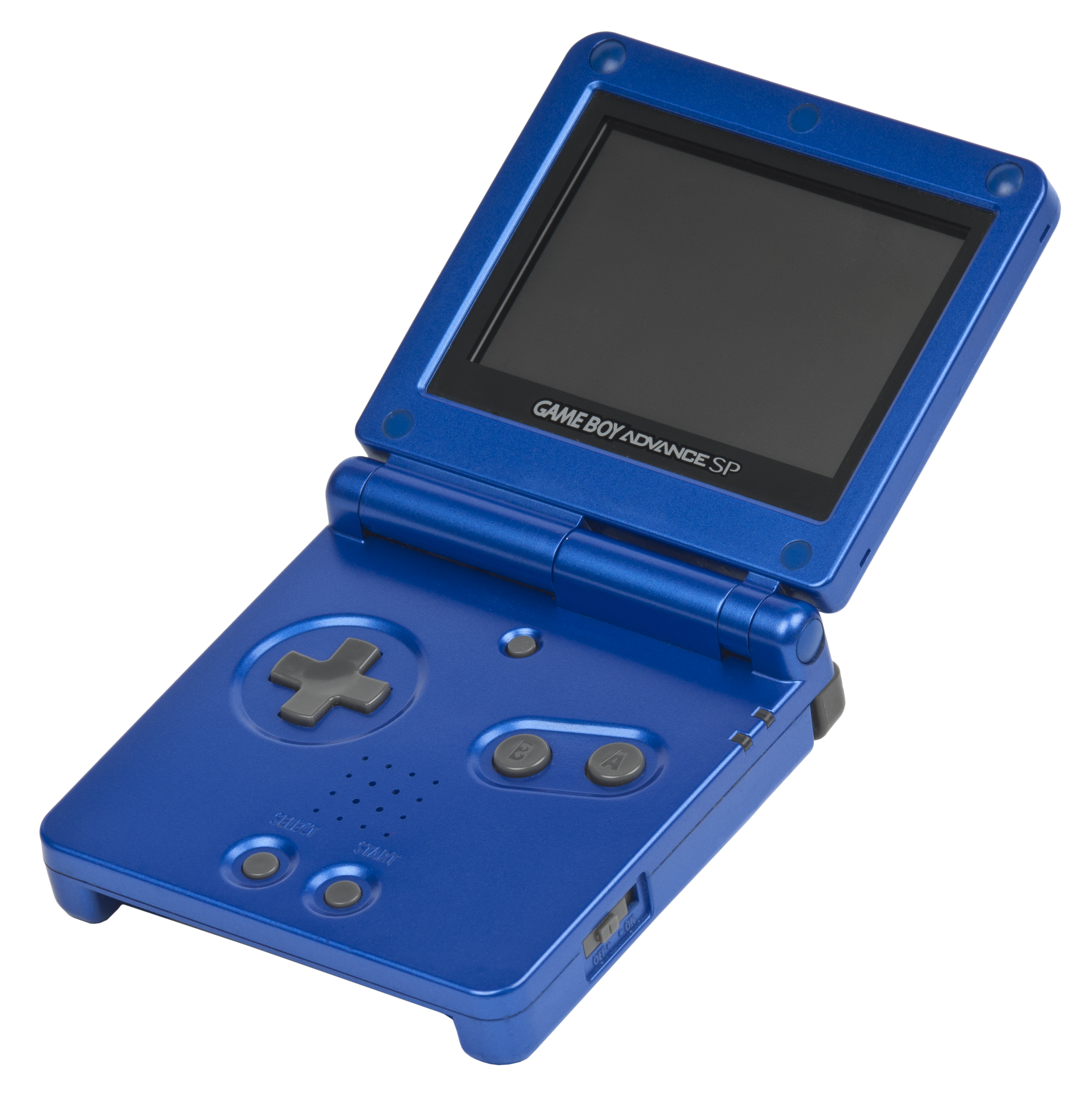
Game Boy Advance SP

Il Game Boy Advance SP (ゲームボーイアドバンスSP?, Gēmu Bōi Adobansu SP), dove "SP" sta per "Special Project", è una console portatile sviluppata da Nintendo e distribuita a partire dal 2003. La console è il primo restyling del Game Boy Advance e proprio per questo ne condivide la generazione. Ha venduto 21,42 milioni di unità.

#### Game Boy Micro

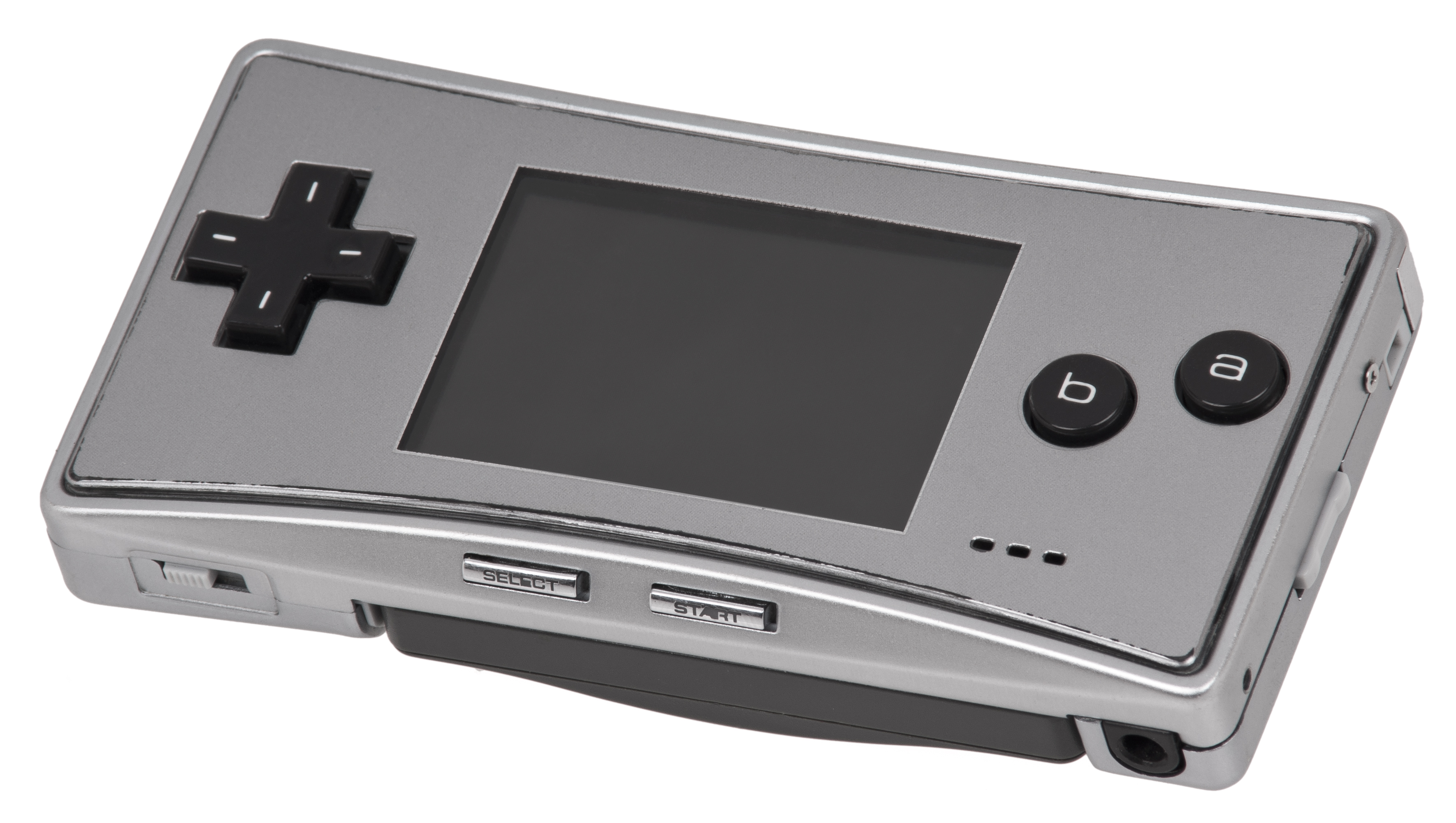
Game Boy Micro

Il Game Boy Micro (ゲームボーイミクロ?, Gēmu Bōi Mikuro) è una console portatile sviluppata da Nintendo e distribuita a partire dal 2005. La console è il secondo restyling del Game Boy Advance e proprio per questo ne condivide la generazione. Ha venduto 2,42 milioni di unità.

### Nintendo DS

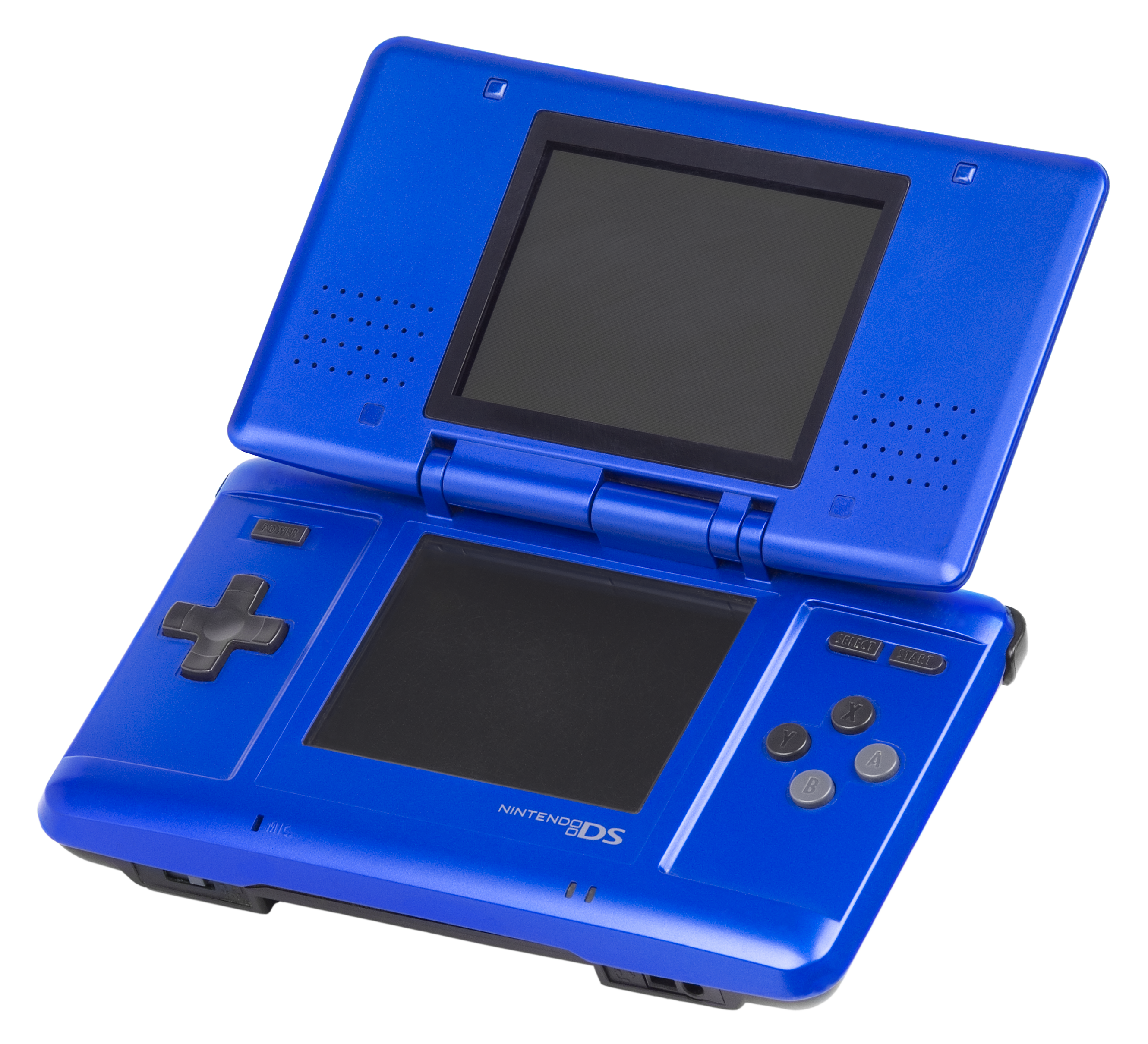
Nintendo DS

Il Nintendo DS (ニンテンドーDS?, Nintendō DS) è una console sviluppata da Nintendo e distribuita a partire dal 2004. La console appartiene alla settima generazione e ha venduto 154,88 milioni di unità (tenendo conto anche della versione Lite e del DSi).

#### Nintendo DS Lite

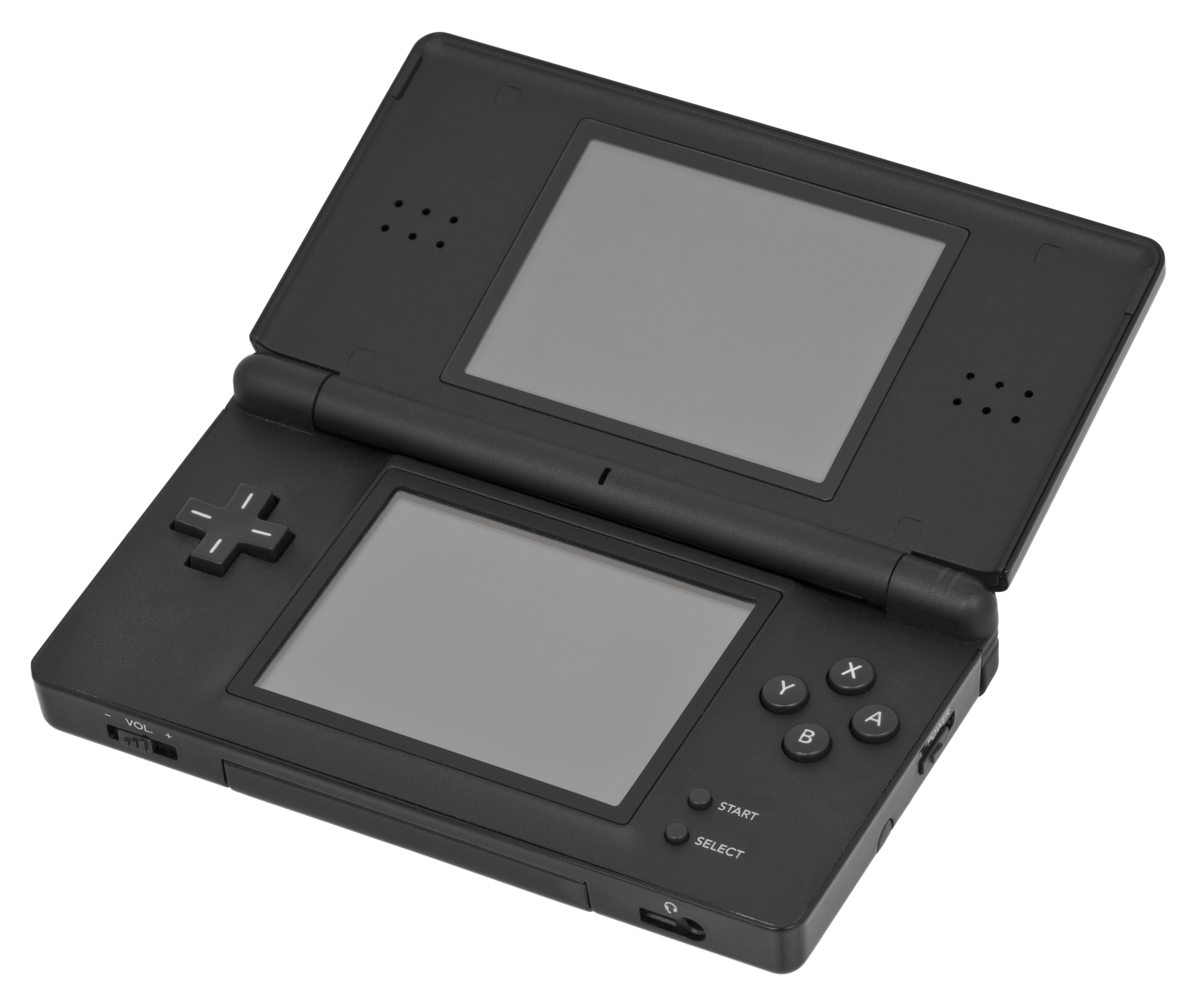
Nintendo DS Lite

Il Nintendo DS Lite (ニンテンドーDS Lite?, Nintendō DS Lite) è una console sviluppata da Nintendo e distribuita a partire dal 2006. La console è il primo restyling del Nintendo DS e proprio per questo ne condivide la generazione. Ha venduto singoralmente 93,85 milioni di unità.

#### Nintendo DSi

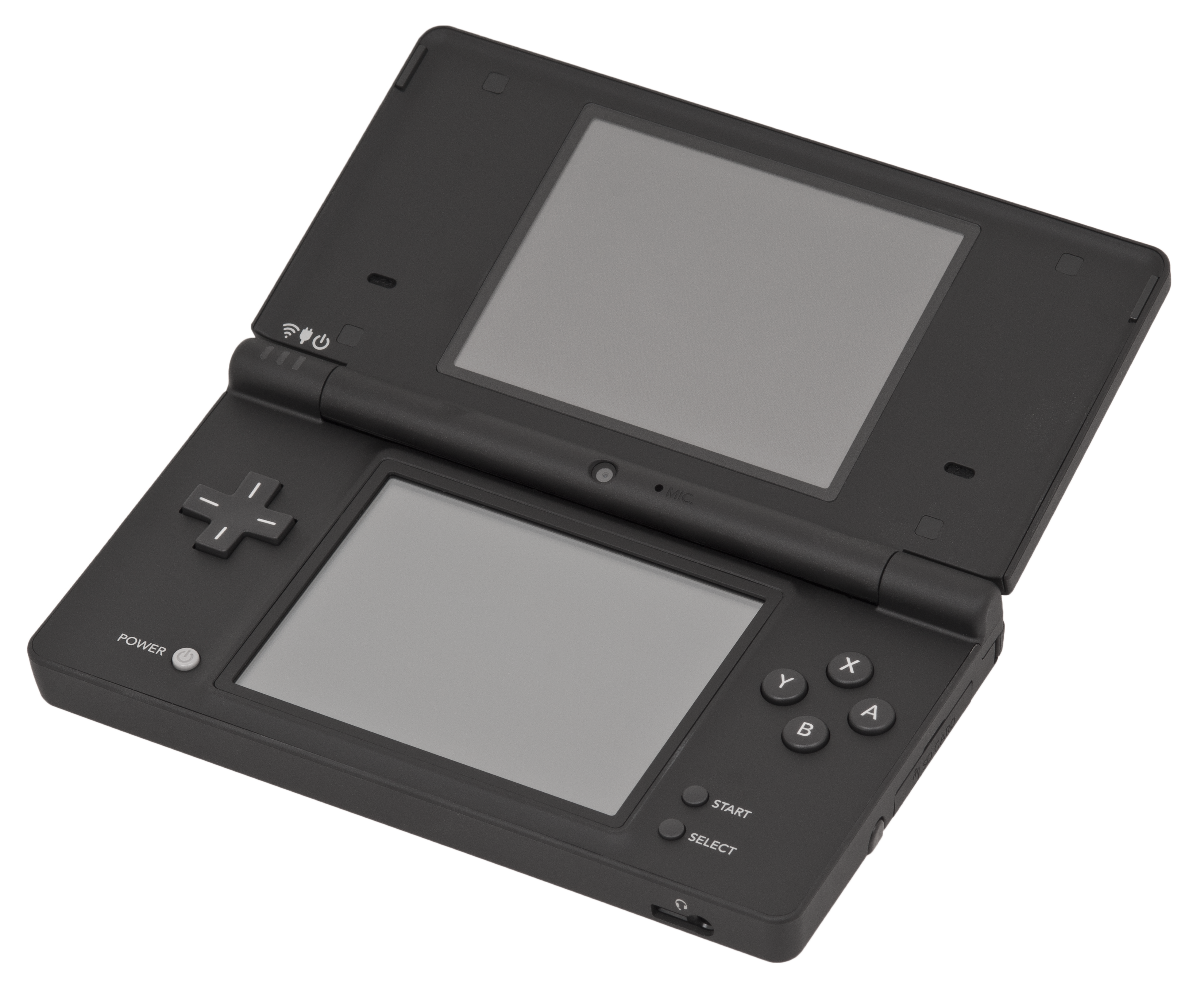
Nintendo DSi

Il Nintendo DSi (ニンテンドーDSi?, Nintendō Dīesài) è una console sviluppata da Nintendo e distribuita a partire dal 2008. La console è il secondo restyling del Nintendo DS e proprio per questo ne condivide la generazione. Ha venduto singolarmente 41 milioni di unità.

### Nintendo 3DS

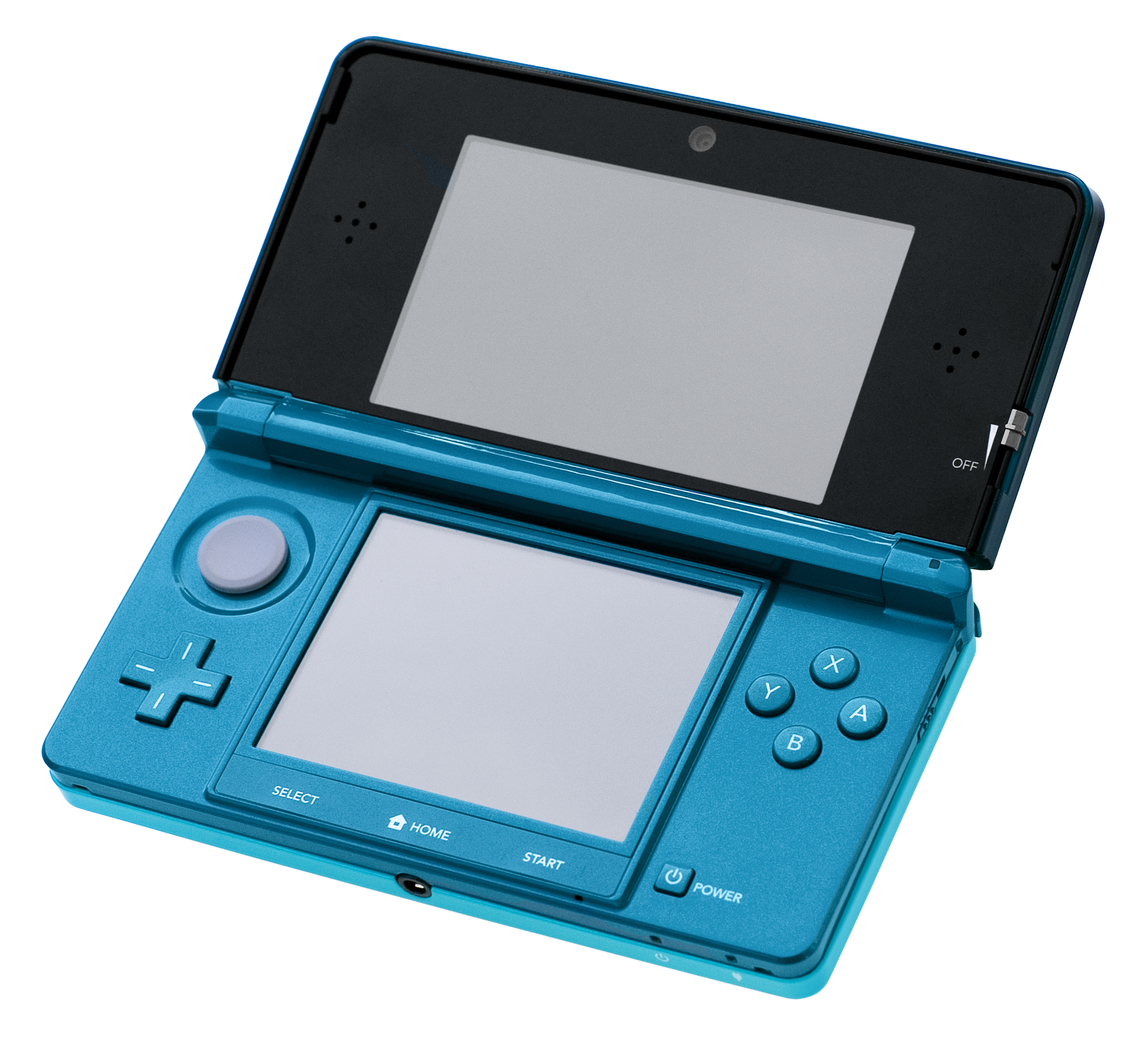
Nintendo 3DS

Il Nintendo 3DS (ニンテンドー3DS?, Nintendō 3DS) è una console sviluppata da Nintendo e distribuita a partire dal 2010. La console è la prima ad utilizzare il 3D e appartiene all'ottava generazione. Ha venduto 74,84 milioni di unità (tenendo conto anche di 2DS, New 3DS e New 2DS XL).

#### Nintendo 2DS

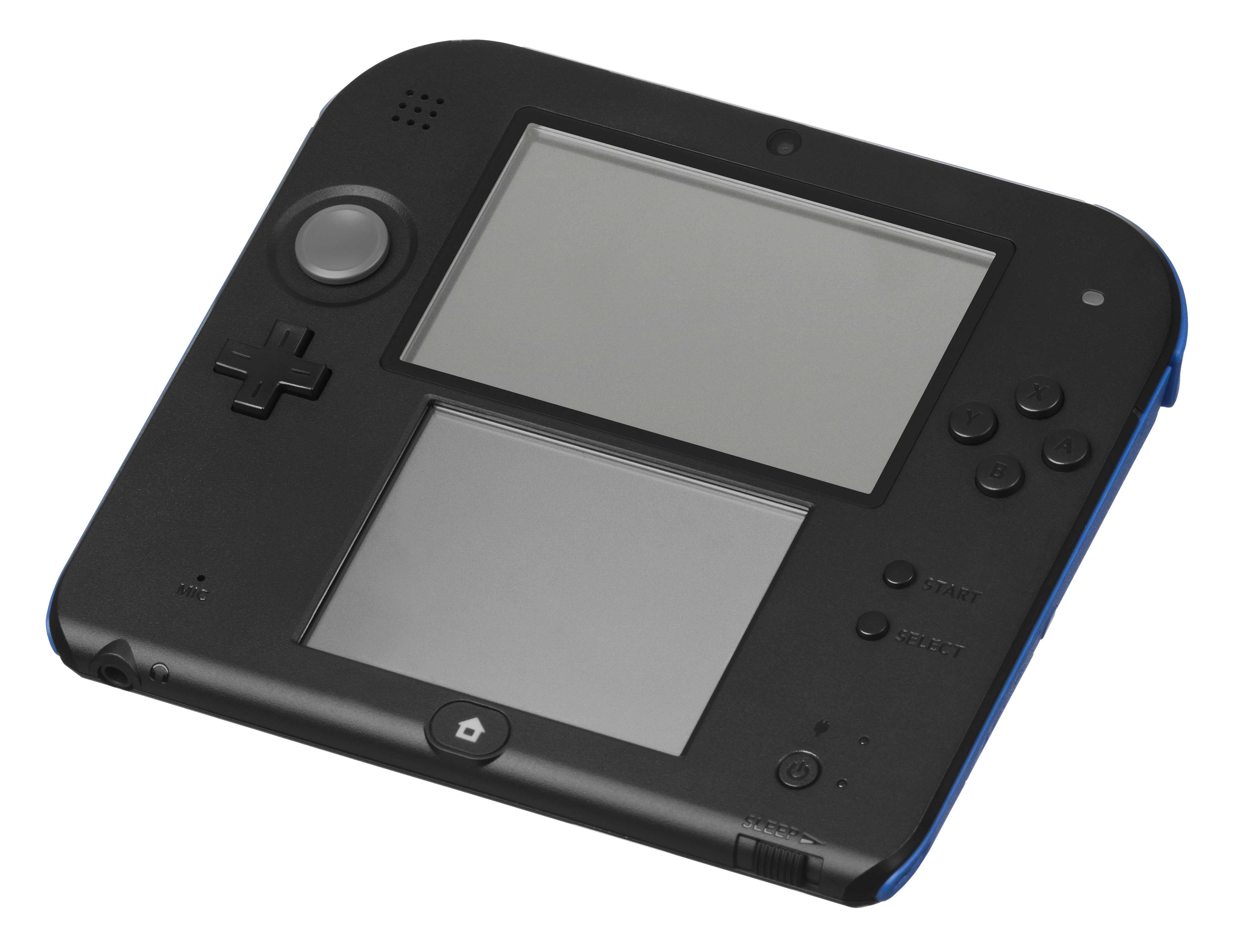
Nintendo 2DS

Il Nintendo 2DS (ニンテンドー2DS?, Nintendō 2DS) è una console sviluppata da Nintendo e distribuita a partire dal 2013. La console è il primo restyling del Nintendo 3DS e proprio per questo ne condivide la generazione. Ha venduto singolarmente 5,17 milioni di unità.

#### New Nintendo 3DS

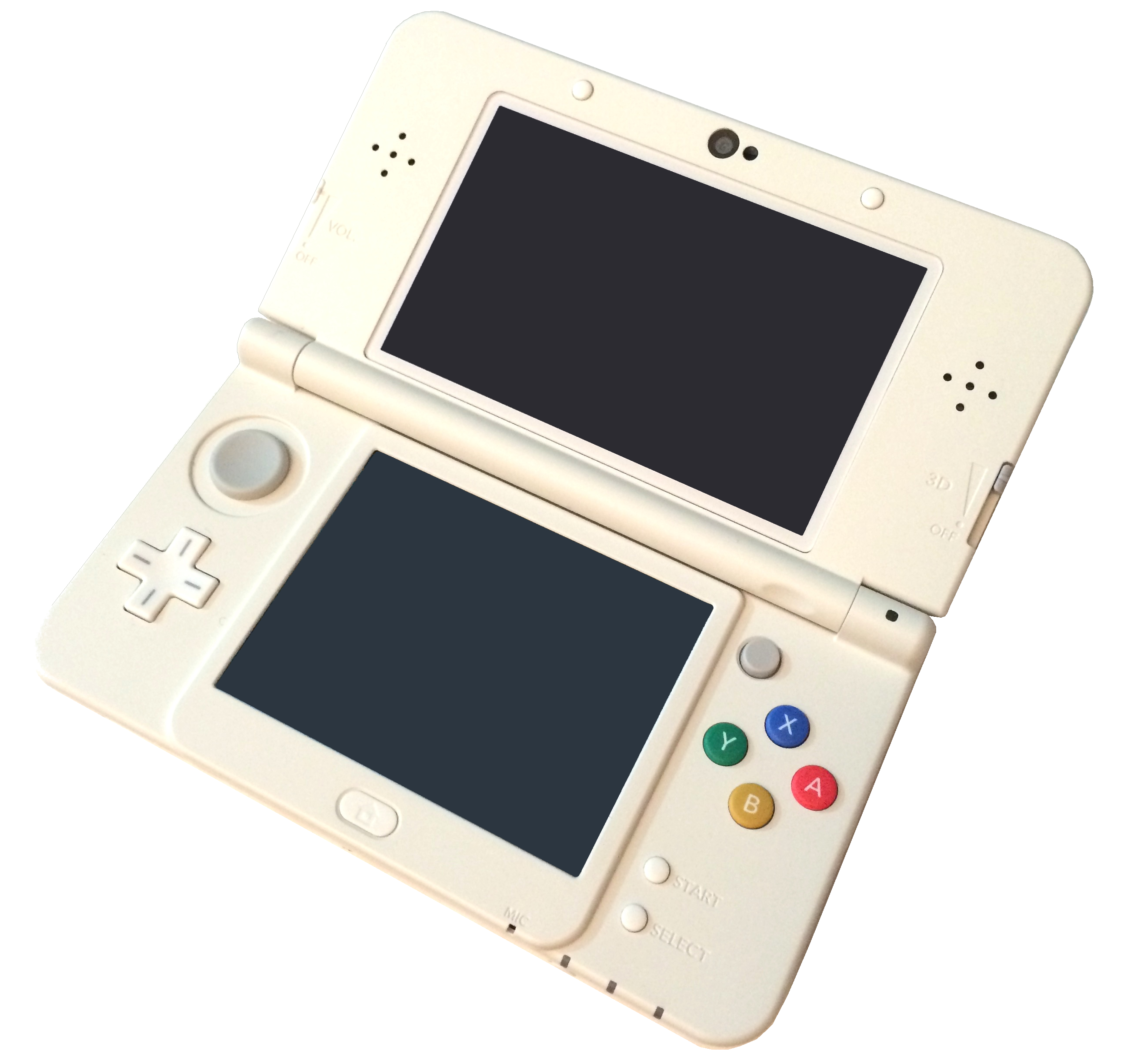
New Nintendo 3DS

Il New Nintendo 3DS (Newニンテンドー3DS?, New Nintendō 3DS) è una console sviluppata da Nintendo e distribuita a partire dal 2014. La console appartiene all'ottava generazione e ha venduto singolarmente 15 milioni di unità.

#### New Nintendo 2DS XL

New Nintendo 2DS XL

Il New Nintendo 2DS XL (Newニンテンドー2DS LL?, New Nintendō 2DS LL) è una console sviluppata da Nintendo e distribuita a partire dal 2017. La console appartiene all'ottava generazione.

## Console ibride

### Nintendo Switch

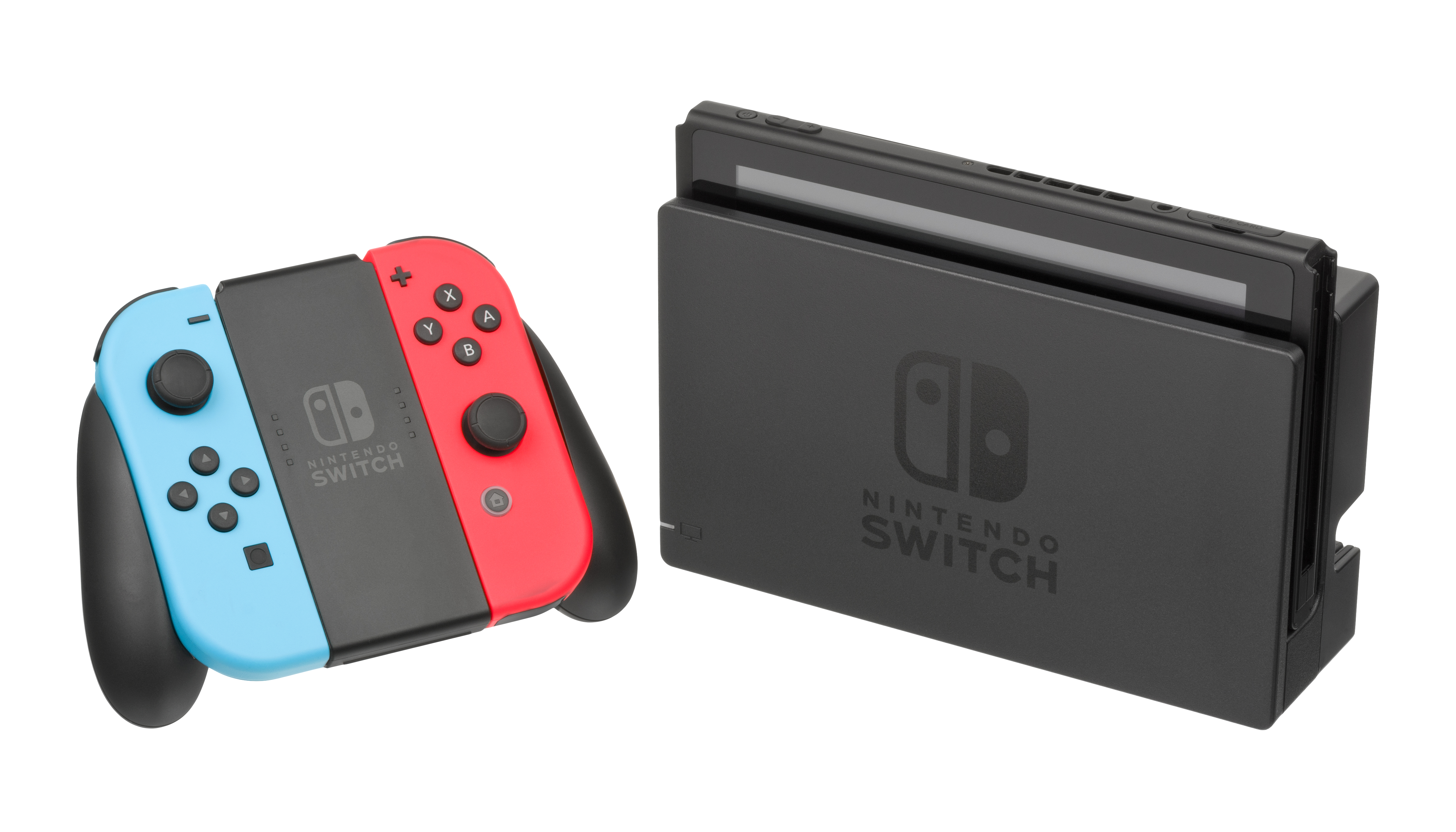
Nintendo Switch in modalità casalinga

Nintendo Switch (ニンテンドースイッチ?, Nintendō Suitchi), inizialmente conosciuta con il nome in codice di "NX", è la prima console ibrida sviluppata da Nintendo e distribuita in tutto il mondo a partire dal 2017. La console, pur essendo ancora dell’ottava generazione, introduce una grande novità nel mondo videoludico, ovvero quella di poter essere allo stesso tempo una console casalinga e una console portatile. Ha venduto 150,86 milioni di unità (aggiornato al 31 dicembre 2024). Nel gennaio 2025 è stato annunciato il successore di Nintendo Switch, Nintendo Switch 2, la cui vendita è prevista per il 5 giugno 2025.

#### Nintendo Switch Lite

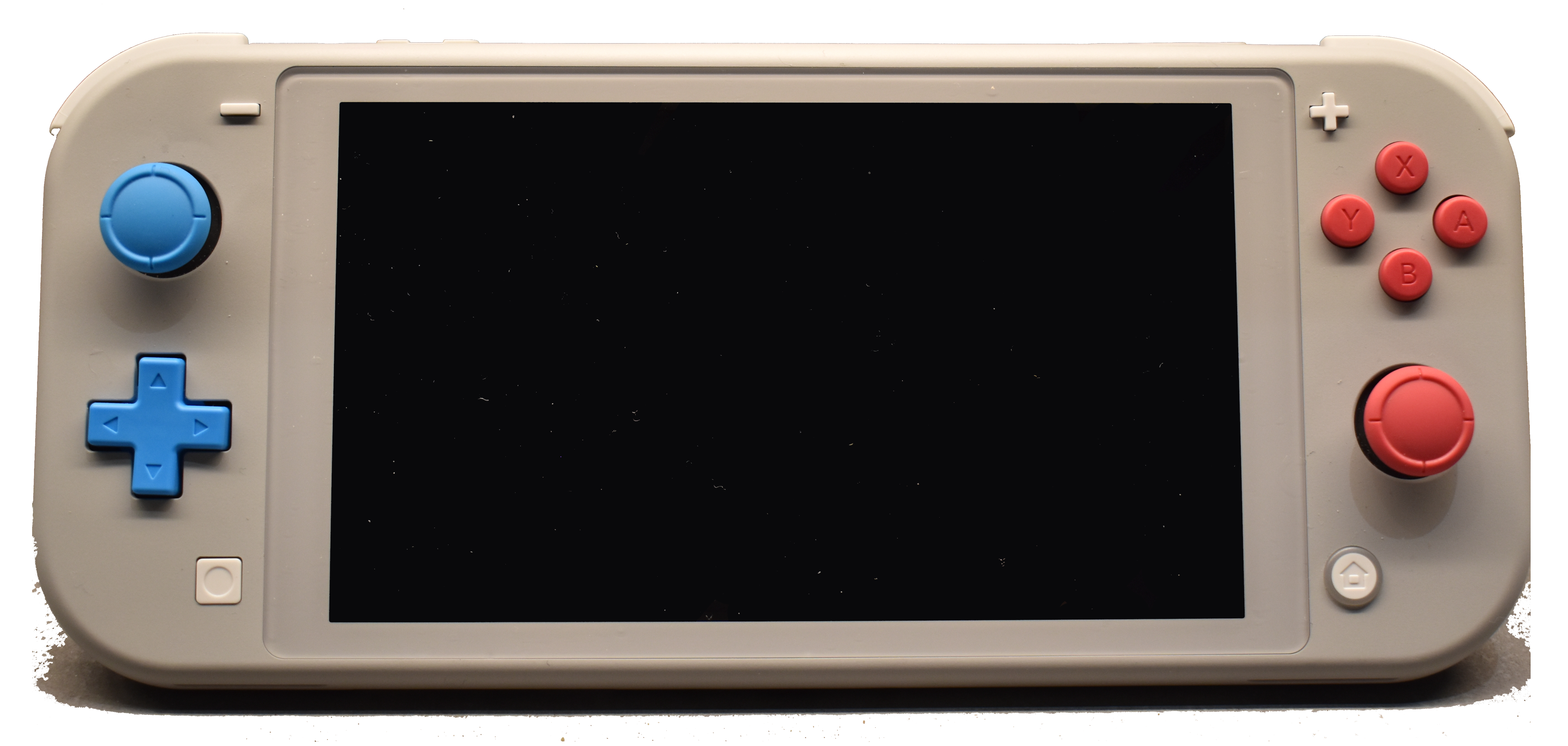
Nintendo Switch Lite nell'edizione speciale per Pokémon Spada e Scudo

Nintendo Switch Lite (ニンテンドースイッチ ライト?, Nintendō Suitchi Raito) è una console sviluppata da Nintendo e distribuita in tutto il mondo a partire dal 2019. Riedizione di Nintendo Switch esclusivamente portatile.

#### Nintendo Switch - Modello OLED

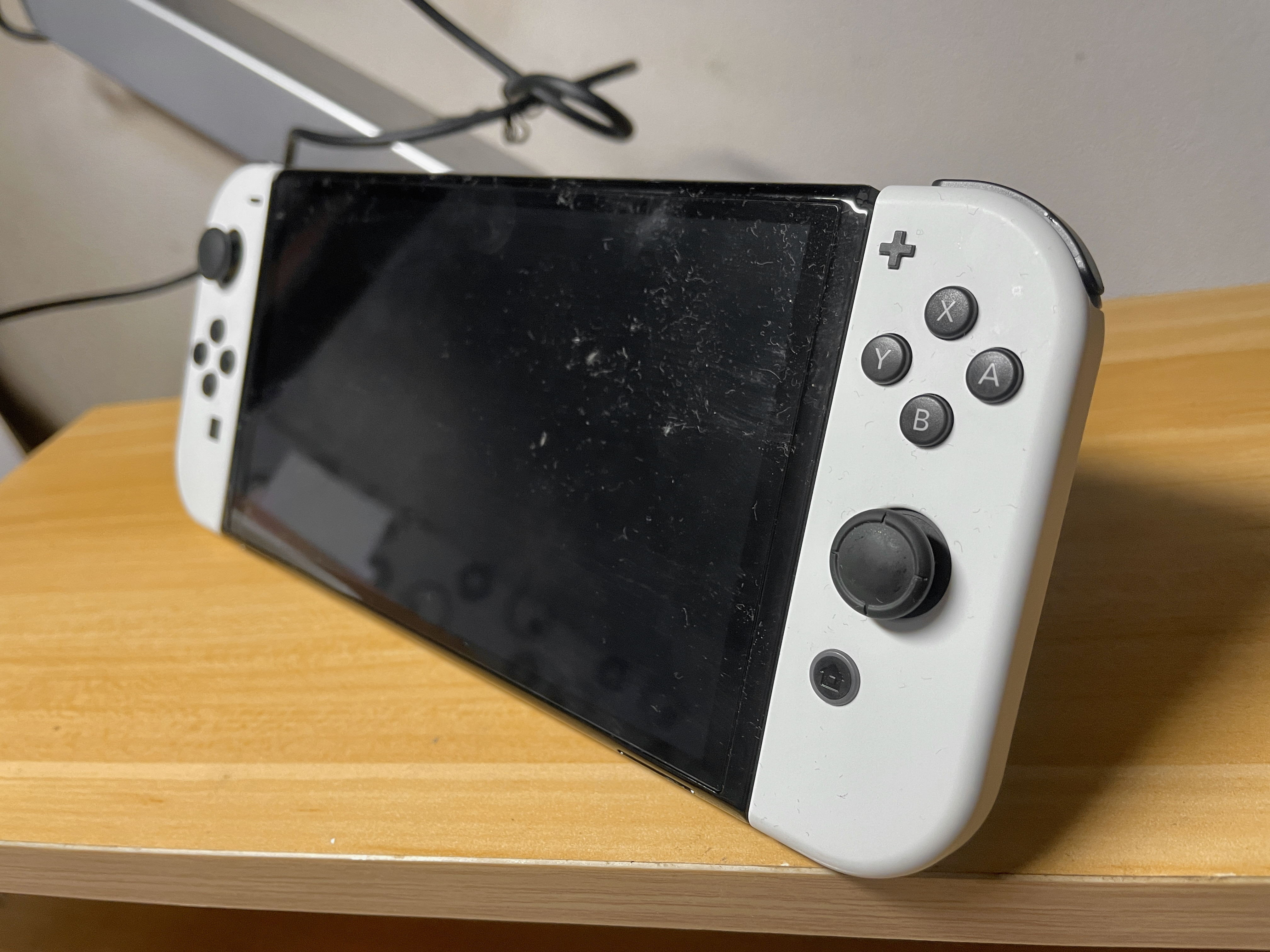
Lo schermo da 7 pollici di Switch - Modello OLED

Riedizione di Nintendo Switch distribuita a partire dall'8 ottobre 2021. Questo modello di console sostituisce lo schermo originale LCD con uno OLED e la sua dimensione passa da 6,2 a 7 pollici.

### Nintendo Switch 2
Nintendo Switch 2 (ニンテンドースイッチ２?, Nintendō Suitchi Tsū) è la seconda console di natura ibrida sviluppata da Nintendo, è stata distribuita in tutto il mondo a partire dal 5 giugno 2025. La console appartiene alla nona generazione.

## Altre console

### Virtual Boy

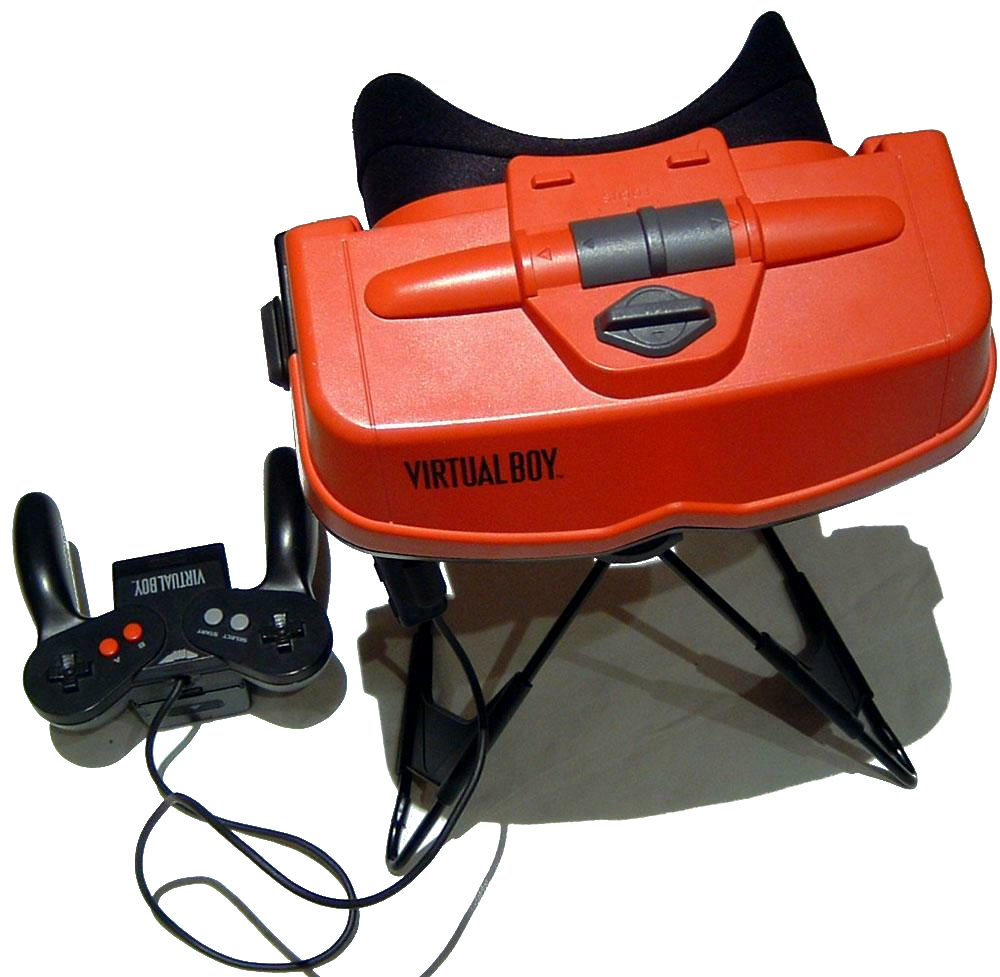
Virtual Boy

Il Virtual Boy (バーチャルボーイ?, Bācharu Bōi) è una console stereoscopica sviluppata da Nintendo e distribuita nel 1995. Il sistema, per diversi motivi, ha avuto uno scarso successo di pubblico e di critica, tanto che la produzione è terminata l'anno seguente alla commercializzazione.

### Pokémon Pikachu

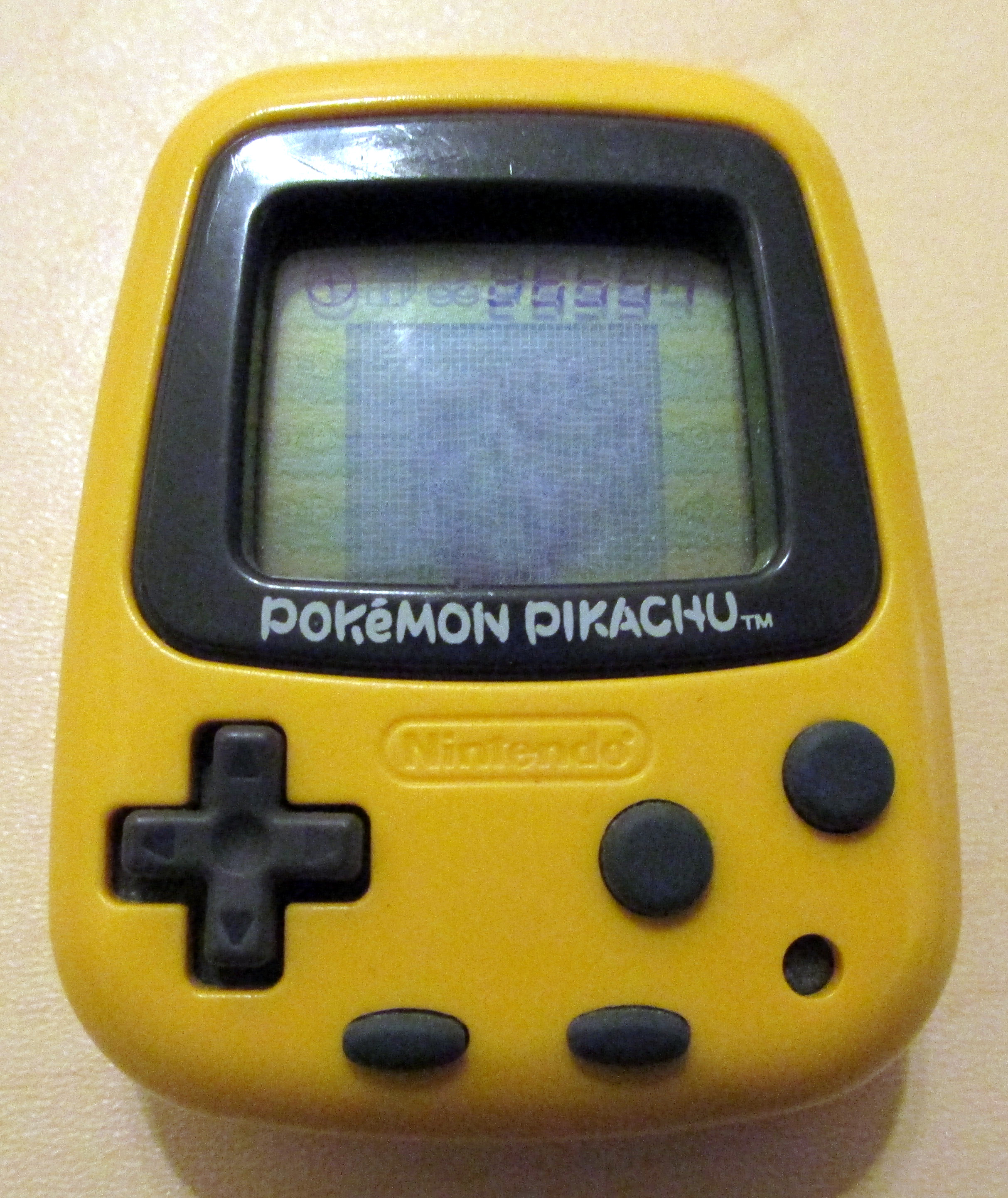
Pokémon Pikachu

Il Pokémon Pikachu, conosciuto anche come Pocket Pikachu (ポケットピカチュウ?) è una sorta di tamagotchi distribuito da Nintendo nel 1998.

### Pokémon Mini

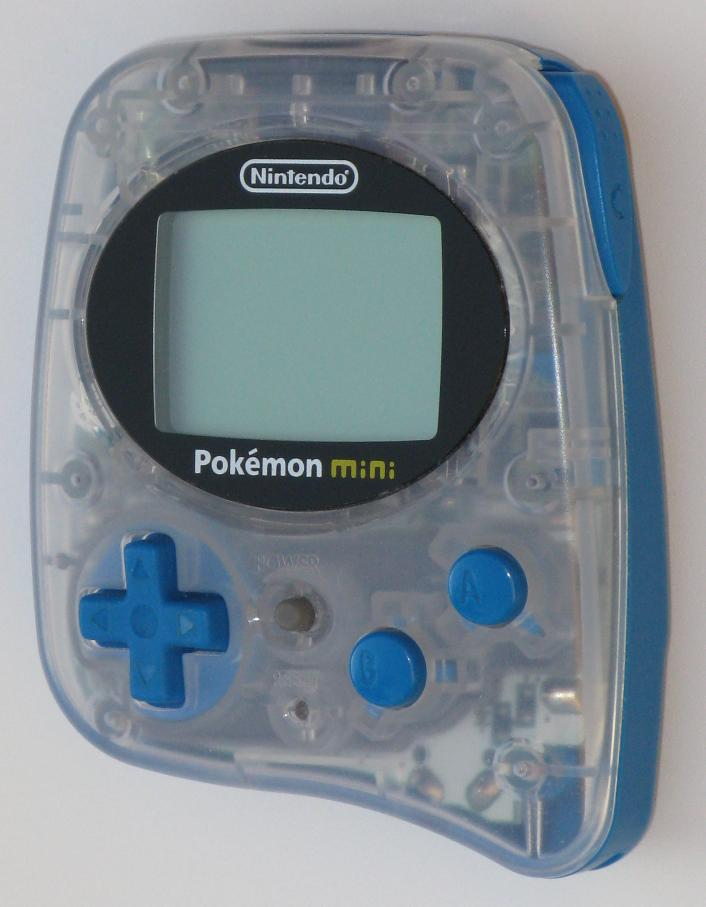
Pokémon Mini

Il Pokémon Mini (ポケモンミニ?) è una console portatile a giochi intercambiabili prodotta da Nintendo e distribuita nel 2001. Si tratta della più piccola console a cartucce prodotta dall'azienda.

### Panasonic Q

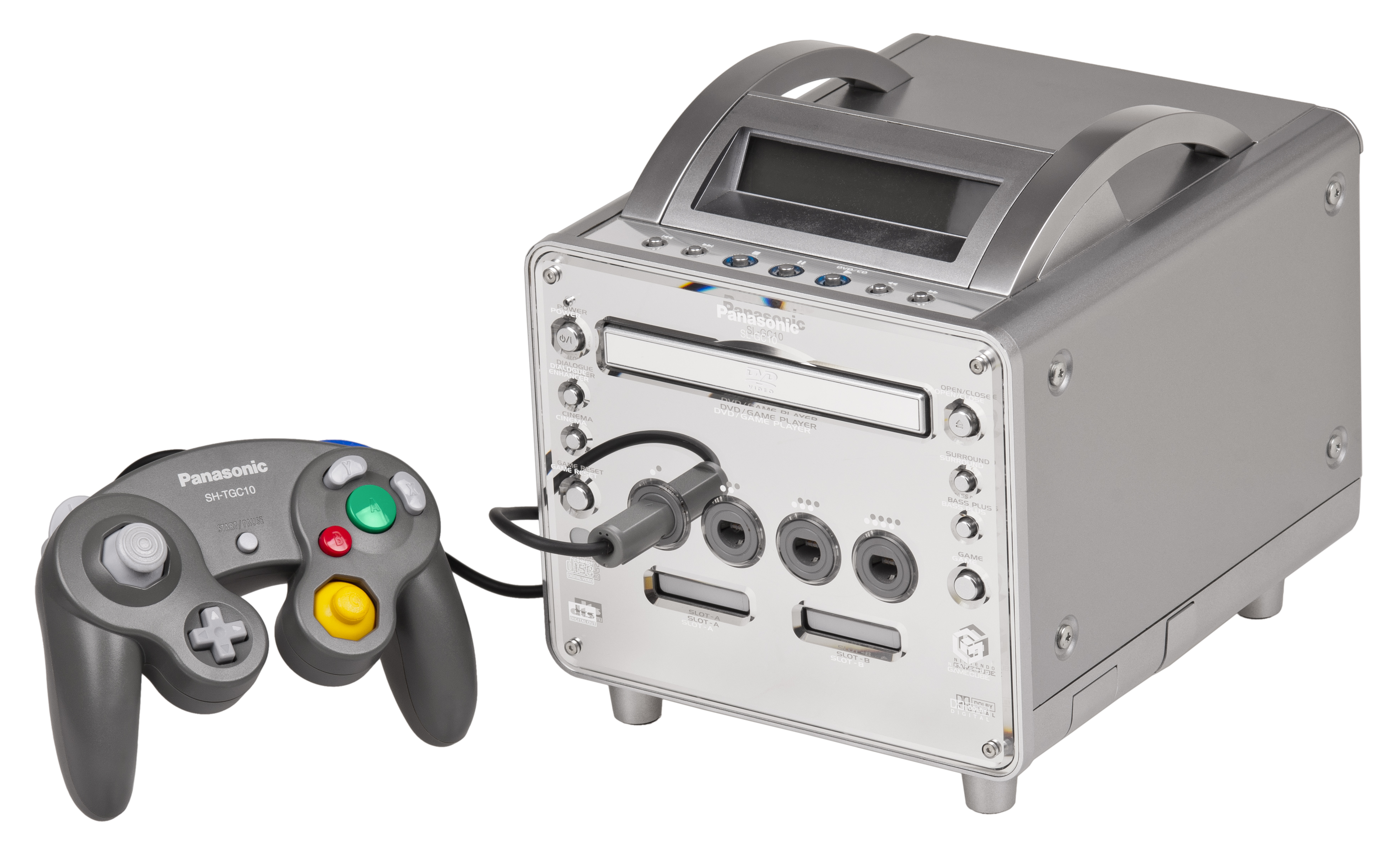
Panasonic Q

Il Panasonic Q è una console prodotta da Panasonic in collaborazione con Nintendo distribuita solo in Giappone nel 2001. Consiste in un Nintendo GameCube dotato di lettore DVD.

### iQue Player

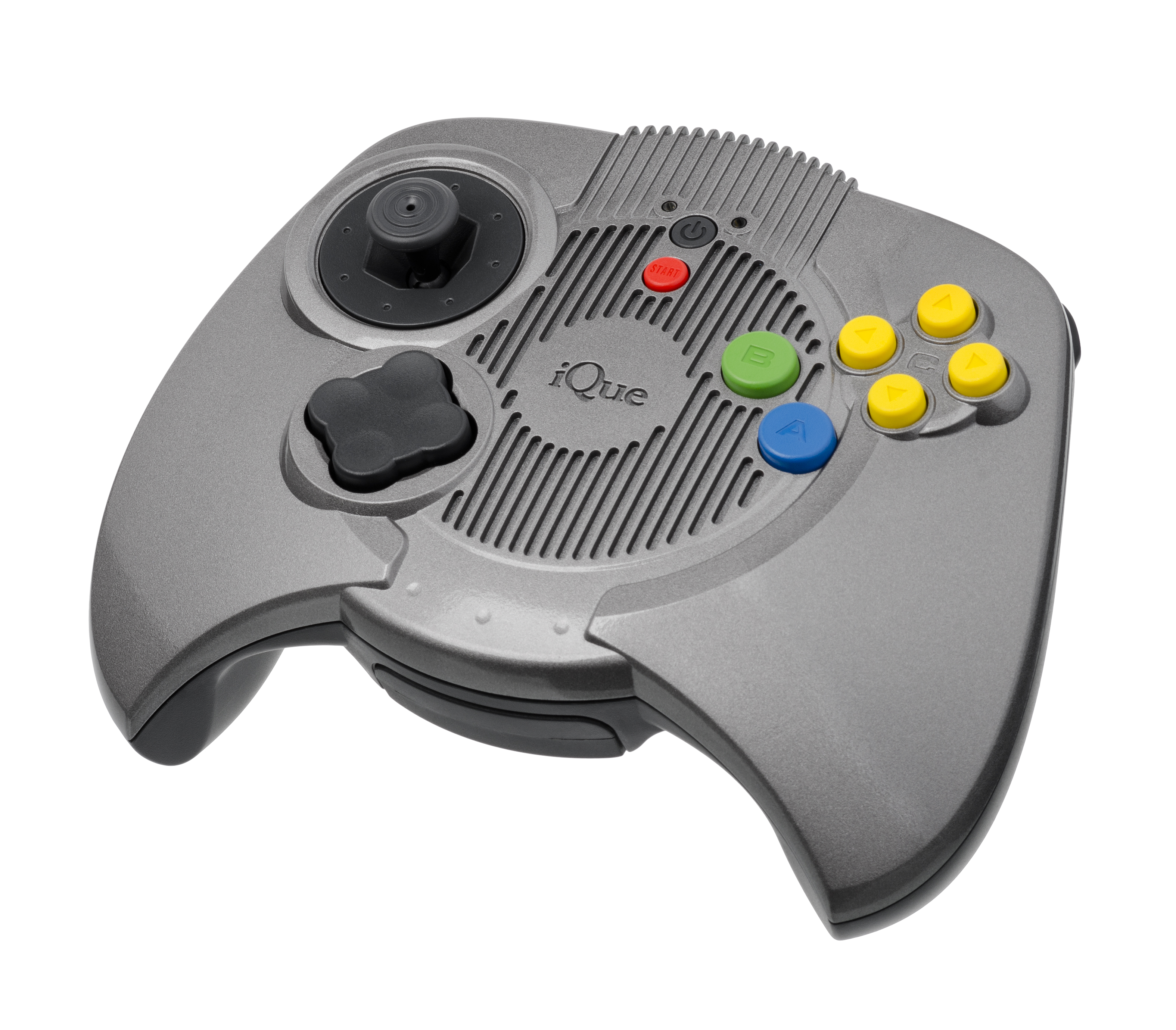
iQue Player

L'iQue Player ([ˌaɪ ˈkʰjuː]) è una console prodotta da Nintendo e lo scienziato Wei Yen distribuita in Cina il 17 novembre 2003.

### Wii Mini
Il Wii Mini è una console sviluppata da Nintendo e distribuita nel 2012 come restyling del Wii.

### Nintendo Classic Mini
Il Nintendo Classic Mini è una console sviluppata da Nintendo e distribuita nel 2016 come restyling del NES.

### Super Nintendo Classic Mini
Il Super Nintendo Classic Mini è una console sviluppata da Nintendo e distribuita nel 2017 come restyling dello SNES.

## Controller

### Gamepad per NES
Il gamepad per NES, distribuito insieme alla console nel 1983, è il primo controller prodotto da Nintendo.

### Gamepad per SNES
Il gamepad per SNES è stato distribuito insieme alla console nel 1990. Questo controller, oltre alla tradizionale freccia direzionale e ai tasti A e B, presenta due nuovi tasti nel lato destro.

### Gamepad per N64
Il gamepad per Nintendo 64, denominato dai fan come Tridente o Tricorno, è stato distribuito insieme alla console nel 1996. Il controller, oltre alla classica freccia direzionale, presenta sei tasti frontali: due chiamati A e B (rispettivamente di colore blu e verde), e quattro gialli (su ognuno di essi vi è una freccia direzionale) con al centro la lettera C.

### GameCube Controller
Il GameCube Controller è stato distribuito insieme alla console nel 2001. Il gamepad ha riscosso molto successo grazie a Super Smash Bros. Melee, videogioco più diffuso per Nintendo GameCube, facendolo produrre per tutti gli appassionati della serie Smash in delle edizioni speciali per Wii U e Nintendo Switch.

### Wii Remote
Il Wii Remote è stato distribuito insieme alla console nel 2006. Il telecomando utilizza un approccio differente dai controller tradizionali, nel tentativo di risultare interessante per un pubblico più vasto.

### Joy-Con
I Joy-Con sono stati distribuiti insieme alla console, perché parte integrante di essa, nel 2017. I due controller vengono distribuiti insieme al Joy-Con Grip, un'impugnatura che permette l'unione dei due Joy-Con in modo da farli diventare un Gamepad.

## Periferiche

### NES Zapper
La NES Zapper (光線銃シリーズ?, Kōsen jū shirīzu) è una pistola ottica progettata da Nintendo per il Nintendo Entertainment System nel 1985. La pistola permette ai giocatori di mirare allo schermo del televisore.

### SNES Mouse
Lo SNES Mouse (スーパーファミコンマウス?, Sūpā Famikon Mausu) è una periferica prodotta da Nintendo e pubblicata nel 1992 in Giappone e l'anno successivo nel resto del mondo. Il mouse, inizialmente progettato per il videogioco Mario Paint, è compatibile con vari giochi per SNES.

### Super Game Boy
Il Super Game Boy (スーパーゲームボーイ?, Sūpā Gēmu Bōi) è una cartuccia prodotta nel 1994 da Nintendo per lo SNES che permette l'esecuzione dei videogiochi per Game Boy e Game Boy Color sulla console.

### Super Scope
La Super Scope (スーパースコープ?, Sūpā Sukōpu), conosciuta anche come Nintendo Scope, è la pistola ottica progettata da Nintendo nel 1992, come successore della NES Zapper, per lo SNES.

### Satellaview
Il Satellaview (サテラビュー?, Saterabyū) è una periferica creata da Nintendo e St.GIGA per lo SNES e distribuita in Giappone nel 1995. La periferica permetteva l'ottenimento di contenuti scaricabili tramite rete satellitare da memorizzare in un'apposita cartuccia.

### Game Boy Camera
La Game Boy Camera (ポケットカメラ?, Pocket Camera) è un accessorio Nintendo per Game Boy distribuito in Giappone il 21 febbraio 1998 e poi in America il 1º giugno dello stesso anno. L'accessorio è compatibile con tutta la serie Game Boy ad eccezione del Game Boy Micro.

### Game Boy Printer
La Game Boy Printer (ポケットプリンタ?, Poketto Purinta) è una stampante termica progettata da Nintendo per il Game Boy e distribuita nel 1998. Anch'essa, come la Game Boy Camera, è compatibile con tutta la serie Game Boy ad eccezione del Game Boy Micro.

### Game Boy Player
Il Game Boy Player (ゲームボーイプレーヤー?, Gēmu Bōi Purēyā) è un dispositivo creato da Nintendo per Nintendo GameCube distribuito nel 2003. Il dispositivo consente di riprodurre su un televisore le cartucce del Game Boy, Game Boy Color e Game Boy Advance.

### Wii Balance Board
La Wii Balance Board (バランスWiiボード?, Baransu Wī Bōdo) è una periferica progettata da Nintendo per il videogioco Wii Fit distribuita nel 2007. Simile a una bilancia, questa periferica misura l'indice di massa corporea oltre ad analizzare il baricentro e il peso della persona.

### Wii Wheel
Il Wii Wheel è una periferica a forma di volante prodotta da Nintendo per il videogioco Mario Kart Wii. Lo stesso prodotto viene riproposto per Nintendo Switch con Mario Kart 8 Deluxe e per Nintendo Switch 2 con Mario Kart World.

### PokéWalker
Il Pokéwalker (ポケウォーカー?, Pokewōkā) è uno speciale contapassi per Nintendo DS creato da Nintendo e distribuito nel 2009 insieme ai videogiochi Pokémon Oro HeartGold e Argento SoulSilver.